# 澳門巴士25B路線
澳門巴士25B路線是由新福利經營，往返關閘和橫琴澳方口岸的巴士路線。

## 簡介及歷史

### 25X路線
- 2008年12月7日起，配合交通事務局實施第一階段巴士路線調整，本線開設，往返關閘總站至科技大學，由澳巴營運，是澳巴第一條X線，定位為「25短線」。服務時間為06:30-19:30，班距8-16分鐘。[1][2]

- 2009年1月20日，配合道路開闢，本線取消停靠「路氹連貫公路／科技大學」站，同時增設停靠臨時站（即現時「望德聖母灣馬路／連貫公路」站）。[3]

- 2009年4月26日，配合交通事務局實施第二階段巴士路線調整，往關閘新增停靠「亞馬喇前地」站。

- 2010年12月8日，“高士德大馬路下水道重整工程”動工，本線往氹仔不經高士德大馬路，改經美副將大馬路，取消停靠「高士德／連勝」、「高士德／大西洋銀行」站，新增停靠「市政狗房」臨時站、「望廈炮台」站及「愉景花園」臨時站。[4][5]

- 2011年6月12日，配合交通事務局實施第四階段巴士路線調整，本線取消停靠「新世紀酒店」站。[6]

- 2011年8月1日，本線改由新福利營運，調整服務時間為06:30-23:00，班距8-10分鐘。

- 2011年8月4日，本線延伸至蓮花圓形地。

- 2011年8月28日，本線新增停靠「史伯泰／麗景灣」站。[7]

- 2011年12月10日，配合巴士站分流，本線取消停靠「高士德／紅街市」站。[8]

- 2012年6月1日，本線新增停靠「連貫公路／金沙城中心」站。[9]

- 2013年3月16日，本線往氹仔不經關閘馬路，改經白朗古將軍大馬路，氹仔區則改經路氹新城的新開闢路段；往關閘不經青洲大馬路，改經菜園涌邊街。[10]

- 2014年3月15日，配合巴士站分流，本線取消停靠「氹仔花城」站。[11]

- 2014年12月18日，配合關閘邊檢大樓實行新通關安排，調整本線服務時間為06:06-01:00，班距8-12分鐘。

- 2015年2月16日，本線用車由中巴調整為大巴。[12]

- 2016年1月16日，調整本線服務時間為06:00-01:00，班距為6-12分鐘。[13]

- 2016年3月19日，配合新行車安排，本線取消停靠「提督馬路／白朗古」站。[14]

- 2016年5月7日，配合工程，取消停靠「運動場道」站。
- 2016年9月24日：[15]
  - 「孫逸仙馬路／三家村」站與「泉亮花園」站合併，並分別命名為「泉亮花園」站和「泉裕豪庭」站，改停靠「泉裕豪庭」站。
  - 「亞利雅架前地」站與「寶龍花園」站合併，並命名為「百利寶花園」站。

- 2016年10月9日，配合氹仔運動場圓形地及周邊道路恢復，本線恢復停靠「澳門運動場」站、「運動場圓形地」臨時站。[16]

- 2016年11月18日，因應路面實際情況及客況，安排本線的部分班次以跳站形式運行，將由關閘總站開出後跳站至“白朗古／跑狗場”站或“市政狗房”站。[17]

- 2017年8月23日，颱風天鴿襲澳，關閘總站受嚴重風暴潮破壞停用，本線改以「街總社區服務大樓」站為總站。[18]

- 2018年2月3日，總站由「街總社區服務大樓」站遷至「菜園涌邊街總站」。[19]
- 2018年4月4日，新增停靠「牧場街總站」。[20]

### 25B路線
- 2018年4月21日，為配合實施巴士新收費，本線編號改為25B。[21]

- 2018年4月28日，總站由「菜園涌邊街總站」遷至「牧場街總站」。[22]

- 2018年7月15日，取消停靠「奧林匹克游泳館圓形地」站。

- 2018年7月21日，新增停靠「運動場／賽馬會」站。

- 2018年9月29日，“路氹新城-1”站改名為“永進馬路／美獅美高梅”。[23]

- 2018年12月15日，關閘總站重開，重新以該站為總站，取消停靠“牧場街總站”。

- 2019年5月18日，配合建設發展辦公室重整，取消“奧林匹克游泳館”巴士站。

- 2019年7月27日起，多個巴士站開始改名：
  - “十月一日前地”站改名為“十月一號前地”
  - “運動場圓形地”站改名為“運動場／體育中心”

- 2019年7月31日，熱帶風暴"韋帕"襲澳，澳門氣象局一度發出八號風球，大批訪澳旅客滯留於港珠澳大橋澳門邊檢大樓及亞馬喇前地一帶，交通事務局緊急開辦特班車疏導旅客直至翌日凌晨1點。由於跨海大橋在八號風球期間封閉，特班車路線往返關閘和亞馬喇前地。[24]

- 2019年8月17日起，因“青洲坊總站”開始啟用，本線有所調整／巴士站改名：
  - “菜園涌邊街”改名為“鄭觀應公立學校”。
  - 新增停靠“紀念孫中山公園”。

- 2020年3月12日起，“水坑尾街”改名為“水坑尾／天神巷”。[25]

- 2020年4月11日，新增停靠「離島醫療綜合體護理學院」臨時站。

- 2020年4月18日，亞馬喇前地整治土建工程完工，取消停靠「葡京酒店」站。

- 2020年6月24日，「離島醫療綜合體護理學院」臨時站調整為永久站，並命名為“仁德大馬路”站。

- 2020年6月30日，“仁德大馬路”站更名為“仁德大馬路／護理學院”。

- 2020年8月18日下午2:45起，為配合橫琴口岸澳門口岸區啟用，本線改為雙向線，並延伸至橫琴澳方口岸站為總站。往該方向新增停靠「蓮花路停車場」；往關閘方向新增停靠「蓮花大橋」站。

- 2021年1月9日起，取消停靠「蓮花大橋」站。[26]

- 2021年11月13日起，本線加密班次。

- 2021年11月15日起，本線增加特班車，除疏導路氹連貫公路一帶每日跨境通勤的乘客，同時更有利舒緩本線前往澳門市區的客流。[27]

- 2021年11月27日起，改停靠「排角／銀河」站增設的分流站。[28]

- 2022年6月20日至6月25日，因應北京街鋪路工程，暫不停靠“北京街／假日酒店”。[29]

- 2022年6月23日至12月31日，因應羅理基博士大馬路行人天橋優化工程，暫不停靠“治安警察局”。[30]

- 2022年7月11日至7月17日，因實施「全澳相對靜止管理」措施，本線暫停營運。[31]

- 2022年7月18日至7月22日，因宣佈延長“相對靜止管理”措施，本線維持上述措施。[32]

- 2022年7月23日起，因“相對靜止管理”結束，本線恢復營運。[33]

- 2022年9月14日，“仁德大馬路路／護理學院”站更名為「澳門鏡湖護理學院」。[34][35]

- 2022年12月3日起，新增停靠“蓮花路／新濠影匯”、「連貫公路／威尼斯人」站。[36][37][38]

- 2023年9月26日15:00起，橫琴口岸二期新客貨車通道正式試運行，調整「橫琴澳方口岸」站之停靠位置至口岸二期交通平台的F1車道。[39]

- 2024年4月7日，取消停靠“氹仔大中華廣場”站，新增停靠“泉澧花園”站。[40]

## 本線特色
- 本線雖被定義為「澳氹線」，但其中一站「澳門鏡湖護理學院」站位於路環區，是眾多澳氹線中其中一條有中途站設於路環區的路線。

## 使用車輛

### 澳巴時期
- 五洲龍FDG6920BG
- 豐田Coaster

### 新福利時期
2022年12月27日前：
- 蘇州金龍KLQ6108GQ30
- 蘇州金龍KLQ6108GQ28
- 蘇州金龍KLQ6108GQ28E4
- 蘇州金龍KLQ6108GQE5

2022年12月27日起：
- 蘇州金龍KLQ6108GQ30
- 蘇州金龍KLQ6108GQ28
- 蘇州金龍KLQ6108GQ28E4

2023年2月1日起：
- 蘇州金龍KLQ6108GQ30
- 蘇州金龍KLQ6108GQ28E4
- 蘇州金龍KLQ6108GQE5
- 蘇州金龍KLQ6106GHEV

2023年5月1日起：
- 蘇州金龍KLQ6108GQ28E4
- 蘇州金龍KLQ6108GQE5
- 蘇州金龍KLQ6106GHEV

2023年12月9日起：
- 蘇州金龍KLQ6108GQ28E4
- 蘇州金龍KLQ6106GHEV
- 蘇州金龍KLQ6106GHEV1

2024年11月起：
- 蘇州金龍KLQ6106GHEV1
- 蘇州金龍KLQ6106GHEV2

## 電牌
| 往路氹方向                  | 往路氹方向       | 往路氹方向 |
| 日期                        | 頭牌             | 圖例       |
| --------------------------- | ---------------- | ---------- |
| 2020年8月18日前             | 蓮花圓形地       |            |
| 2020年8月18日起             | 横琴澳方口岸     |            |
| 往台山方向                  |                  |            |
| 日期                        | 頭牌             | 圖例       |
| 2017年8月23日前             | 關閘             |            |
| 2018年12月15日起            | 關閘             |            |
| 2017年8月23日至2018年2月3日 | 街總服務大樓     |            |
| 2018年2月3日至4月4日        | 菜園涌邊街       |            |
| 2018年4月4日至12月15日      | 牧場街（近關閘） |            |

## 路線資料

### 收費
| 收費類別     | 收費類別                      | 收費類別             | 費用 |
| ------------ | ----------------------------- | -------------------- | ---- |
| 現金         | 現金                          | 現金                 | $6.0 |
| 境外支付工具 | 支付寶（內地及香港）          | 支付寶（內地及香港） | $6.0 |
| 境外支付工具 | 雲閃付 非綁定澳門銀聯卡       |                      | $6.0 |
| 境外支付工具 | 微信支付（內地及香港）        |                      | $6.0 |
| 境外支付工具 | 交通聯合 非澳門發行的全國通卡 |                      | $6.0 |
| 境內支付工具 | 澳門通                        | 全民卡               | $3.0 |
| 境內支付工具 | 澳門通                        | 學生卡               | $1.5 |
| 境內支付工具 | 澳門通                        | 長者卡               | 免費 |
| 境內支付工具 | 澳門通                        | 殘疾卡               | 免費 |
| 境內支付工具 | 聚易用＋                      | 聚易用＋             | $3.0 |

### 服務時間及班距
| 服務時間                      | 服務時間 | 星期一至六  | 星期日 （含公眾假期） |
| ----------------------------- | -------- | ----------- | --------------------- |
| 關閘總站                      | 關閘總站 | 06:00-01:00 | 06:00-01:00           |
| 橫琴澳方口岸                  |          | 06:00-01:00 | 06:00-01:00           |
| 班距                          | 尖峰     | 6-8分鐘     | 8-12分鐘              |
| 班距                          | 離峰     | 8-15分鐘    | 10-15分鐘             |
| 懸掛8號風球前20分鐘開出尾班車 |          |             |                       |

### 路線停站
| 25B  | 關閘 ↔ 橫琴澳方口岸 | 關閘 ↔ 橫琴澳方口岸    | 關閘 ↔ 橫琴澳方口岸 | 關閘 ↔ 橫琴澳方口岸 | 關閘 ↔ 橫琴澳方口岸      | 關閘 ↔ 橫琴澳方口岸 |
| 序號 | 往程                | 往程                   | 往程                | 返程                | 返程                     | 返程                |
| 序號 | 站號                | 站名                   | 輕軌站／出入境口岸  | 站號                | 站名                     | 輕軌站／出入境口岸  |
| 1    | M1/16               | 關閘總站               | 關閘邊檢大樓        | T560/1              | 橫琴澳方口岸             | 橫琴站 橫琴口岸     |
| 2    | M63                 | 紀念孫中山公園         |                     | T372                | 蓮花路／新濠影匯         | 蓮花站              |
| 3    | M5                  | 街總社區服務大樓       |                     | T360                | 連貫公路／新濠影匯       |                     |
| 4    | M31                 | 白朗古／跑狗場         |                     | T376/2              | 連貫公路／巴黎人         |                     |
| 5    | M271                | 市政狗房               |                     | T363/2              | 連貫公路／威尼斯人       |                     |
| 6    | M105                | 望廈炮台               |                     | T367                | 望德聖母灣馬路／連貫公路 |                     |
| 7    | M272                | 愉景花園               |                     | T365/1              | 排角／銀河               | 排角站              |
| 8    | M61/2               | 二龍喉公園             |                     | T361                | 運動場／賽馬會           | 運動場站            |
| 9    | M73/1               | 得勝花園               |                     | T325/2              | 華寶花園                 |                     |
| 10   | M270/1              | 塔石體育館             |                     | T339/2              | 花城公園                 |                     |
| 11   | M153                | 水坑尾／公共行政大樓   |                     | T311/1              | 百利寶花園               |                     |
| 12   | M173                | 約翰四世大馬路         |                     | T308/1              | 氹仔電訊                 |                     |
| 13   | M172/13             | 亞馬喇前地             |                     | T300                | 史伯泰／盧廉若           |                     |
| 14   | T403                | 史伯泰／麗景灣         |                     | T330/1              | 蘇利安圓形地             |                     |
| 15   | T402                | 泉澧花園               |                     | M172/16             | 亞馬喇前地               |                     |
| 16   | T310/1              | 泉裕豪庭               |                     | M160/1              | 十月一號前地             |                     |
| 17   | T368                | 奧林匹克大馬路         |                     | M158/1              | 北京街／假日酒店         |                     |
| 18   | T324/2              | 澳門運動場             |                     | M243                | 何賢公園                 |                     |
| 19   | T347                | 運動場／體育中心       | 運動場站            | M157/1              | 治安警察局               |                     |
| 20   | T364/2              | 望德聖母灣馬路／軍營   | 排角站              | M144/2              | 水坑尾／天神巷           |                     |
| 21   | T366                | 望德聖母灣馬路／紅樹林 |                     | M76/2               | 盧廉若公園               |                     |
| 22   | T375                | 連貫公路／新濠天地     |                     | M84/1               | 高士德／培正             |                     |
| 23   | T414                | 永進馬路／美獅美高梅   |                     | M91                 | 高士德／亞利鴉架街       |                     |
| 24   | T415                | 路氹新城               |                     | M19                 | 白朗古將軍馬路           |                     |
| 25   | C700                | 澳門鏡湖護理學院       |                     | M4/2                | 鄭觀應公立學校           |                     |
| 26   | T385                | 蓮花路／蓮花圓形地-1   |                     | M1/16               | 關閘總站                 | 關閘邊檢大樓        |
| 27   | T355/2              | 蓮花路停車場           | 蓮花站              |                     |                          |                     |
| 28   | T560/1              | 橫琴澳方口岸           | 橫琴站 橫琴口岸     |                     |                          |                     |

### 賽車期間路線停站
| 25B  | 關閘 ↔ 橫琴澳方口岸 | 關閘 ↔ 橫琴澳方口岸    | 關閘 ↔ 橫琴澳方口岸 | 關閘 ↔ 橫琴澳方口岸      |
| 序號 | 往程                | 往程                   | 返程                | 返程                     |
| 序號 | 站號                | 站名                   | 站號                | 站名                     |
| 1    | M1                  | 關閘總站               | T560                | 橫琴澳方口岸             |
| 2    | M63                 | 紀念孫中山公園         | T372                | 蓮花路／新濠影匯         |
| 3    | M5                  | 街總社區服務大樓       | T360                | 連貫公路／新濠影匯       |
| 4    | M31                 | 白朗古／跑狗場         | T376                | 連貫公路／巴黎人         |
| 5    | M271                | 市政狗房               | T363                | 連貫公路／威尼斯人       |
| 6    | M105                | 望廈炮台               | T367                | 望德聖母灣馬路／連貫公路 |
| 7    | M272                | 愉景花園               | T365                | 排角／銀河               |
| 8    | M61                 | 二龍喉公園             | T361                | 運動場／賽馬會           |
| 9    | M73                 | 得勝花園               | T325                | 華寶花園                 |
| 10   | M270                | 塔石體育館             | T339                | 花城公園                 |
| 11   | M153                | 水坑尾／公共行政大樓   | T331                | 百利寶花園               |
| 12   | M173                | 約翰四世大馬路         | T308                | 氹仔電訊                 |
| 13   | M172                | 亞馬喇前地             | T300                | 史伯泰／盧廉若           |
| 14   | T403                | 史伯泰／麗景灣         | T330                | 蘇利安圓形地             |
| 15   | T304                | 氹仔大中華廣場         | M172                | 亞馬喇前地               |
| 16   | T310                | 泉裕豪庭               | M261                | 約翰四世大馬路／馬統領街 |
| 17   | T368                | 奧林匹克大馬路         | M144                | 水坑尾／天神巷           |
| 18   | T324                | 澳門運動場             | M76                 | 盧廉若公園               |
| 19   | T347                | 運動場／體育中心       | M84                 | 高士德／培正             |
| 20   | T364                | 望德聖母灣馬路／軍營   | M91                 | 高士德／亞利鴉架街       |
| 21   | T366                | 望德聖母灣馬路／紅樹林 | M19                 | 白朗古將軍馬路           |
| 22   | T375                | 連貫公路／新濠天地     | M4                  | 鄭觀應公立學校           |
| 23   | T414                | 永進馬路／美獅美高梅   | M1                  | 關閘總站                 |
| 24   | T415                | 路氹新城               |                     |                          |
| 25   | C700                | 澳門鏡湖護理學院       |                     |                          |
| 26   | T385                | 蓮花路／蓮花圓形地-1   |                     |                          |
| 27   | T355                | 蓮花路停車場           |                     |                          |
| 28   | T560                | 橫琴澳方口岸           |                     |                          |

- 粗體字為大賽車期間臨時停靠站點

## 客量
- 根據2020年公報，本線在2019年度尖峰時段共開出47,374班次，乘車人次為6,329,917人次，平均每班接載133.6人次。

- 2025年3月19日，澳門日報罕有地在頭版報導「最爆巴士線25B！」，並且引述2024年第四季數字，日均乘客量最多的路線是本線，日均26,999人次，是有紀錄以來載客量最高的中巴線王。與最少乘客的103X路線日均載客量相差46倍。[41] 自輕軌橫琴線於2024年12月通車後，本線客量出現下跌，日均24,671人次。[42]

## 本線分流路線
- 澳門巴士25BS路線

## 交通事故
- 2022年10月28日，上午8時20分許，一輛新福利25B路線大巴在荷蘭園大馬路近中國銀行涉及與私家車相撞的交通意外，無人受傷，據澳門日報報導，事發時，正值上學、返工高峰時段，現場一帶車流量眾多，因而引致由水坑尾往荷蘭園大馬路方向的交通擠塞。直至交通警員處理後，肇事兩車駛離，現場一帶交通逐漸回復正常。[43]

## 爭議及批評

### 澳巴25X路線巴士指示不清
2009年，有居民表示，25X路線來回經亞馬喇前地站，往科大時的停E車道，往關閘總站的停C車道。但往關閘總站方向的巴士停C車道後，如要離開轉乘站，必須再經E車道才可離開，但巴士車頭路線顯示屏同時顯示“關閘”和“科大”，令E車道候車的人經常誤以為司機“飛站”。批評為何25X顯示屏不能像其他路線，清楚指出前往地點。

## 圖片集

### 25X路線時期

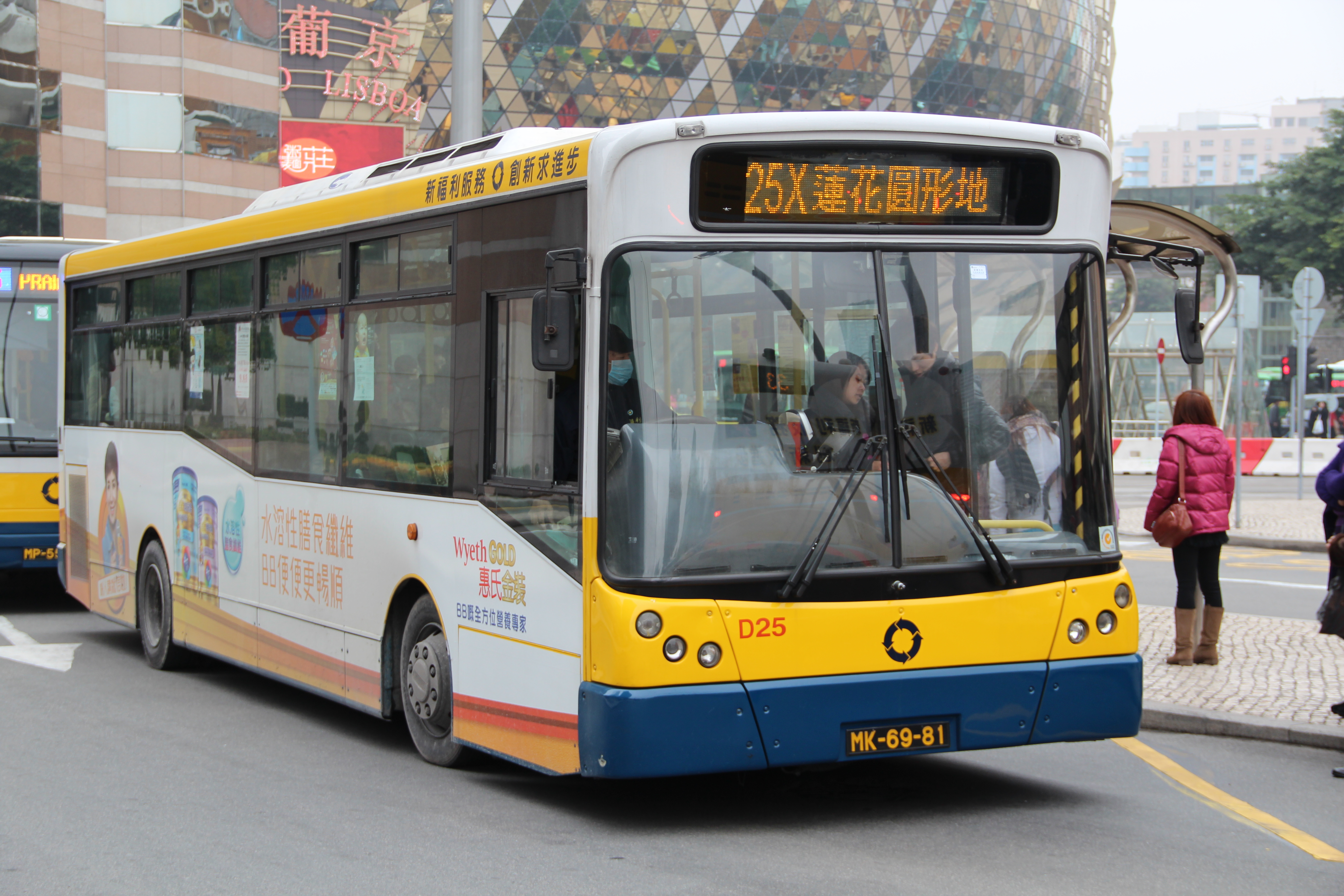
Dennis Dart SLF
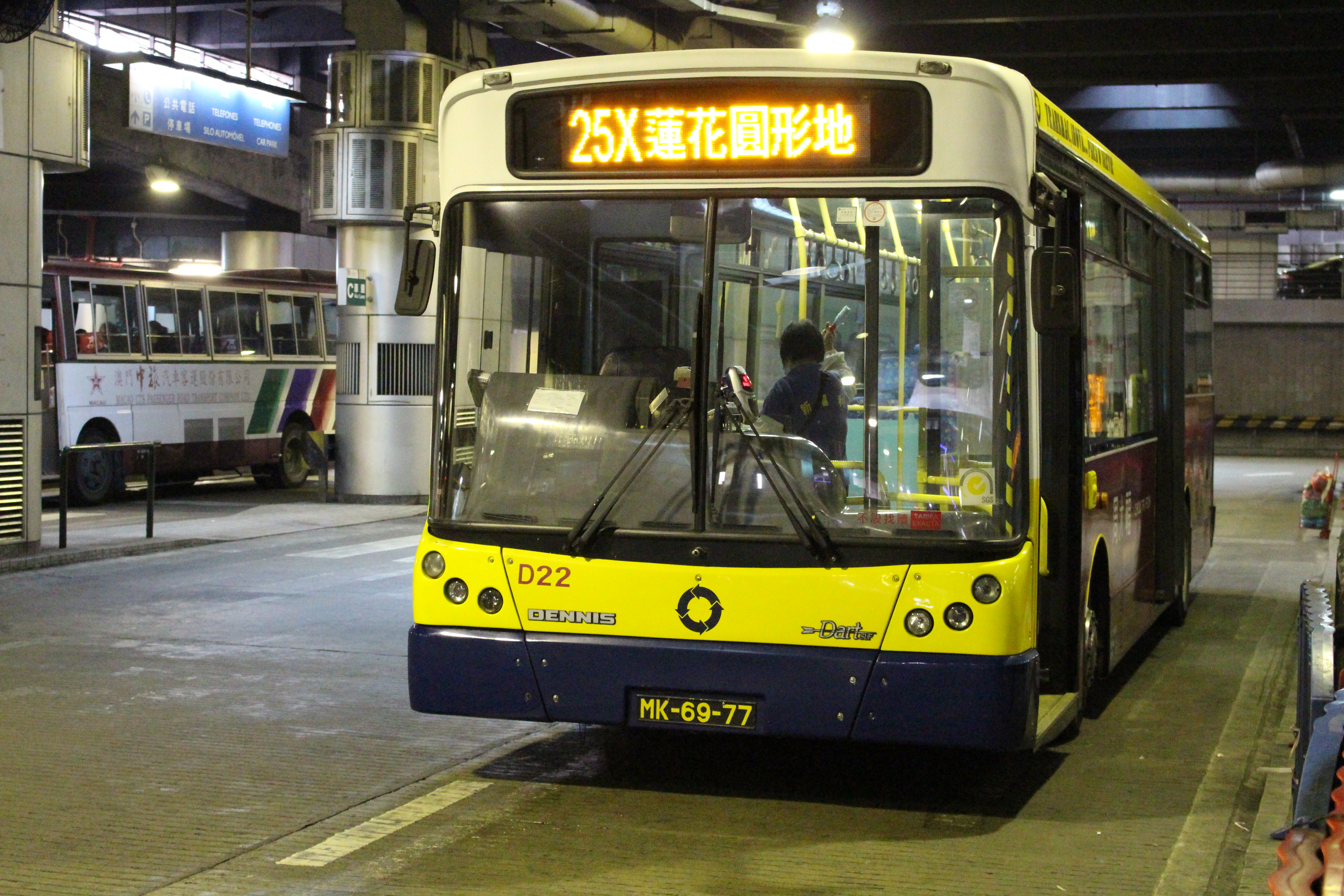
Dennis Dart SLF
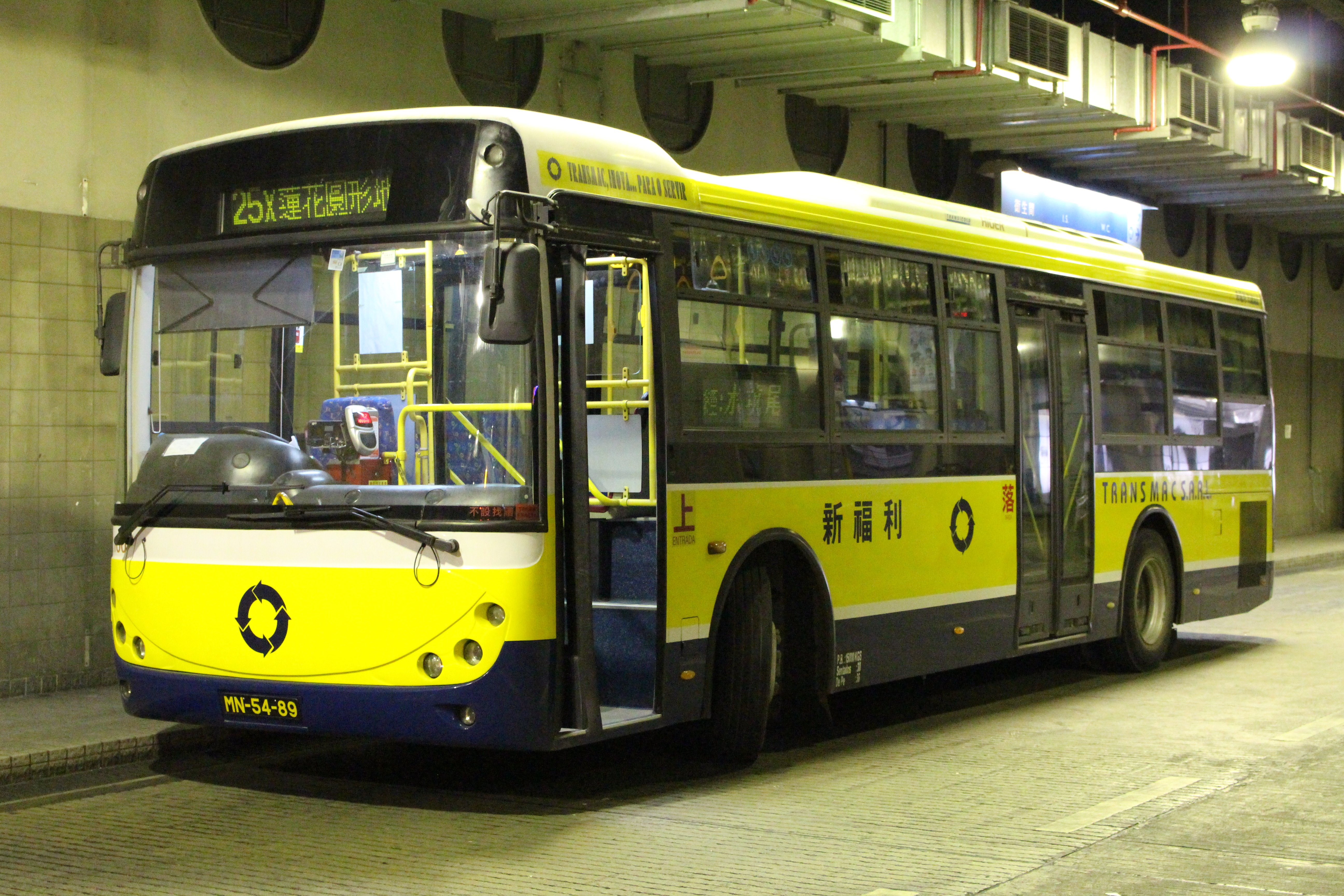
蘇州金龍KLQ6101GE3
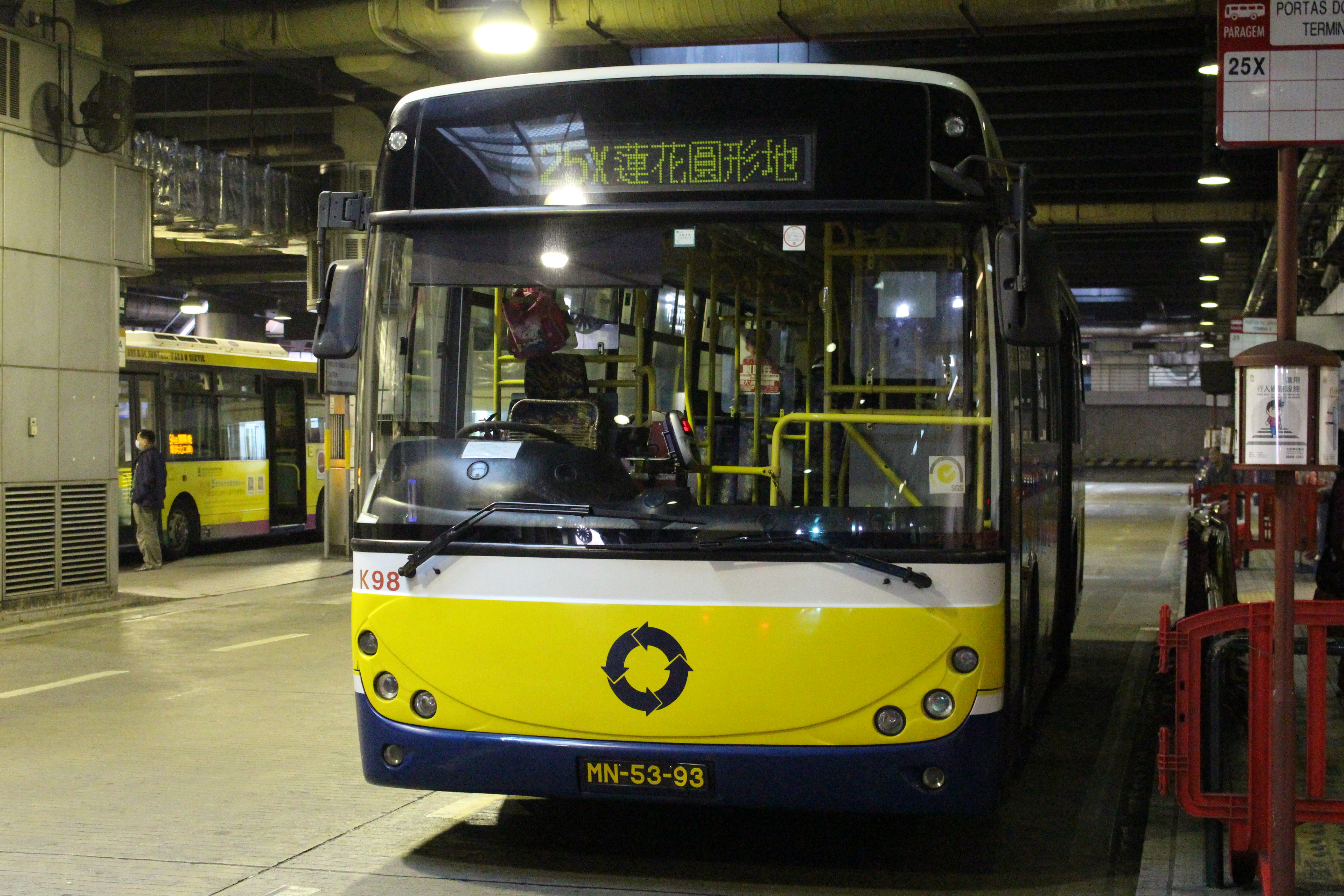
蘇州金龍KLQ6101GE3
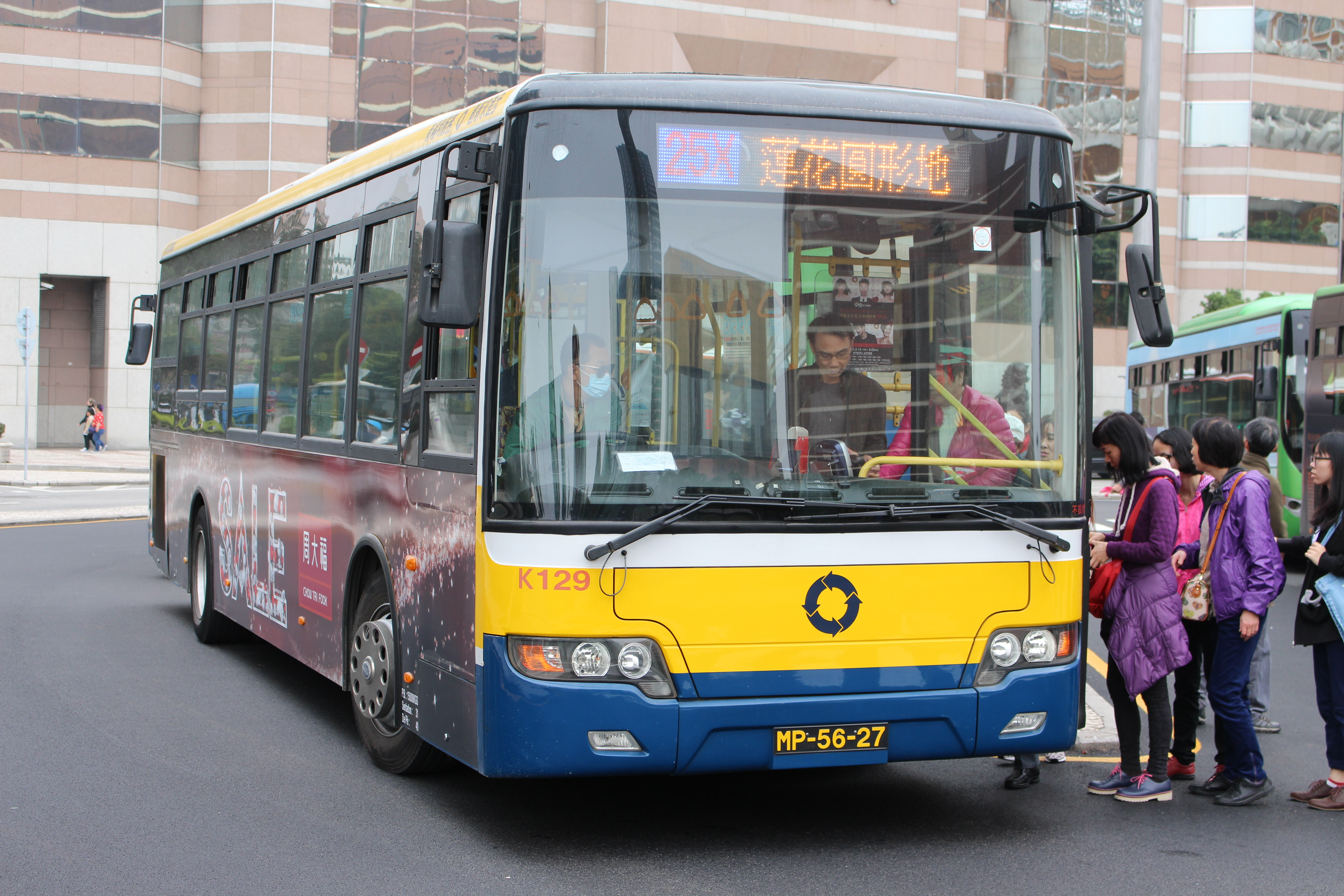
蘇州金龍KLQ6108GQ30
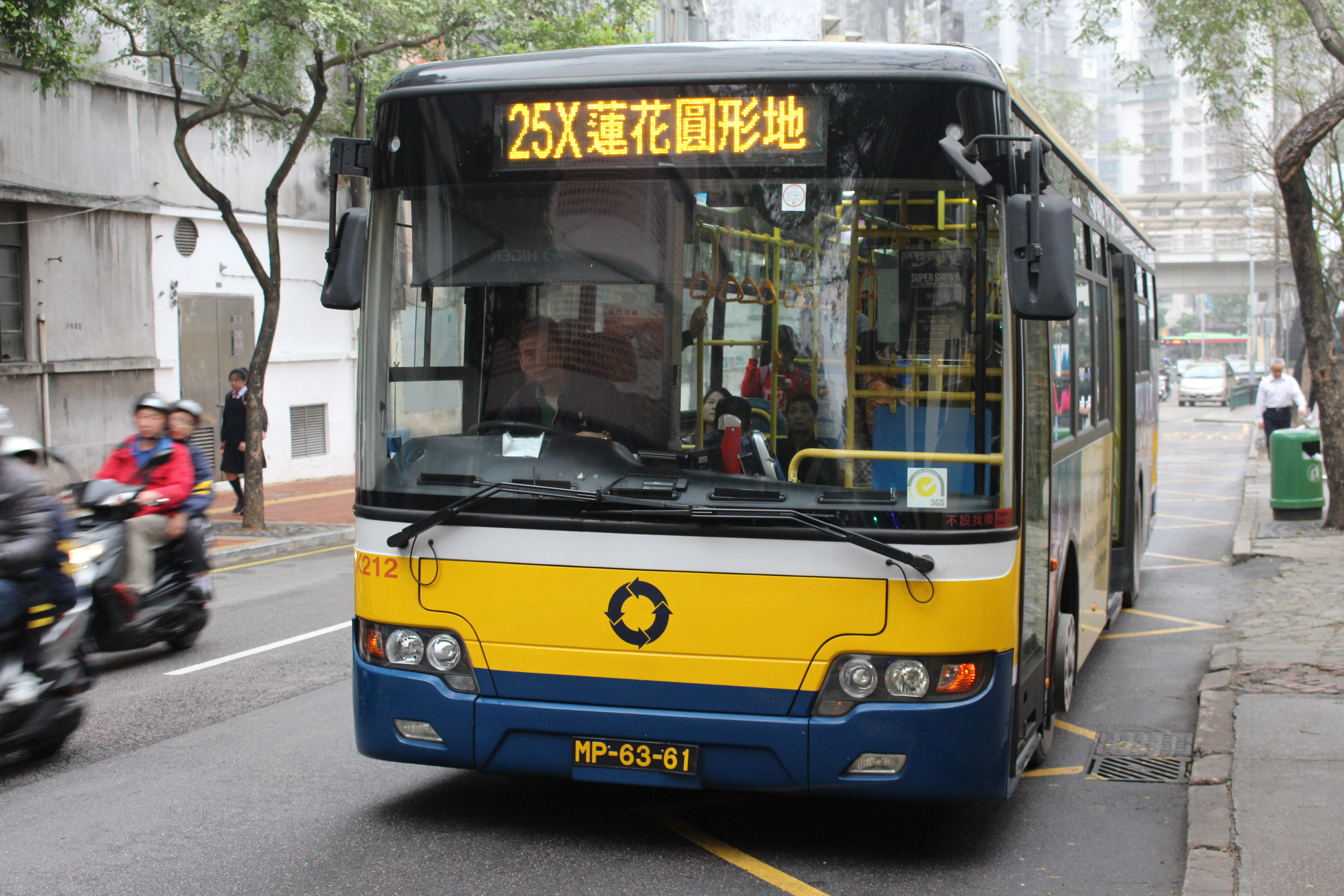
蘇州金龍KLQ6108GQ28
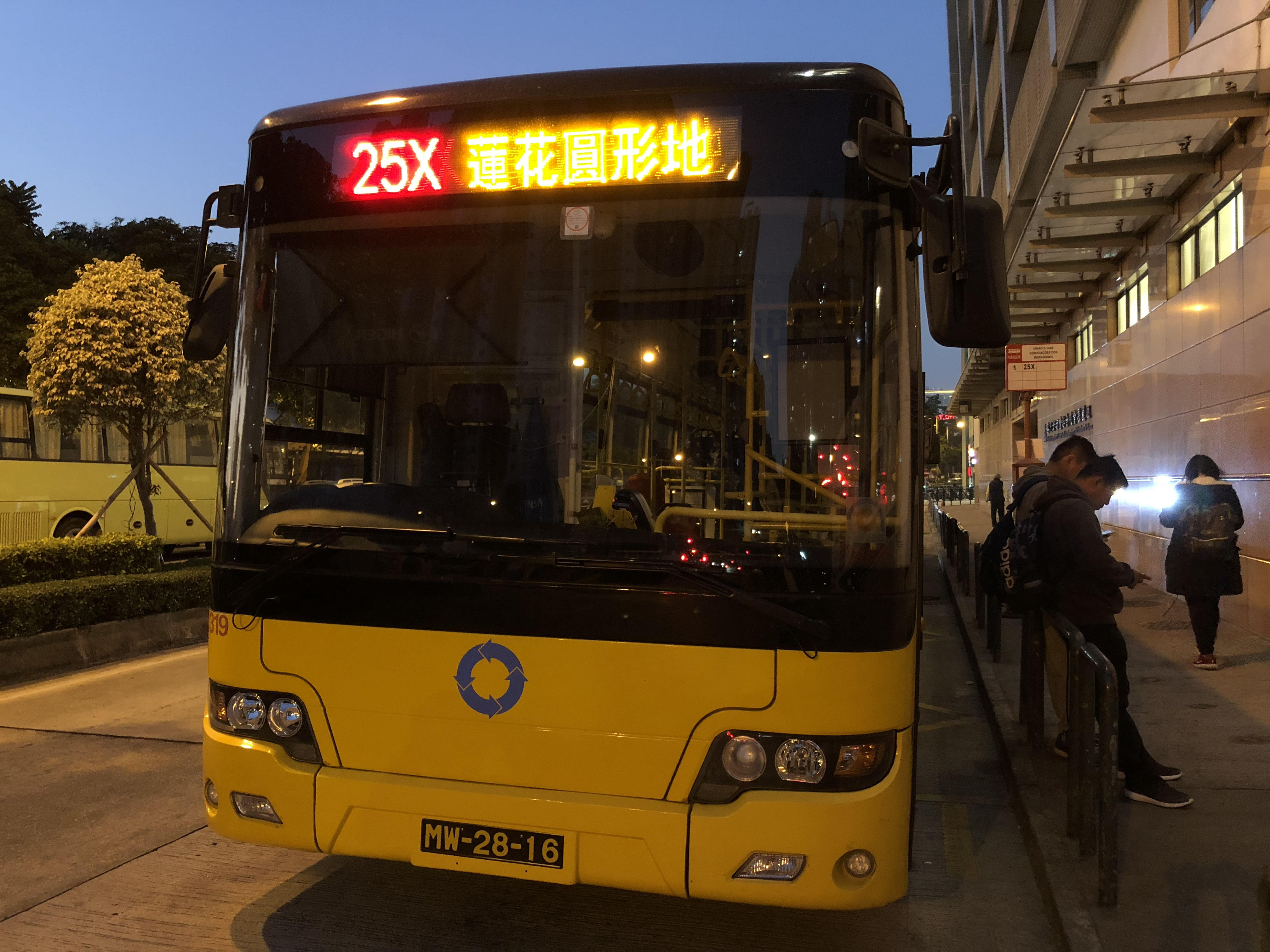
蘇州金龍KLQ6108GQ28E4

### 25B路線時期

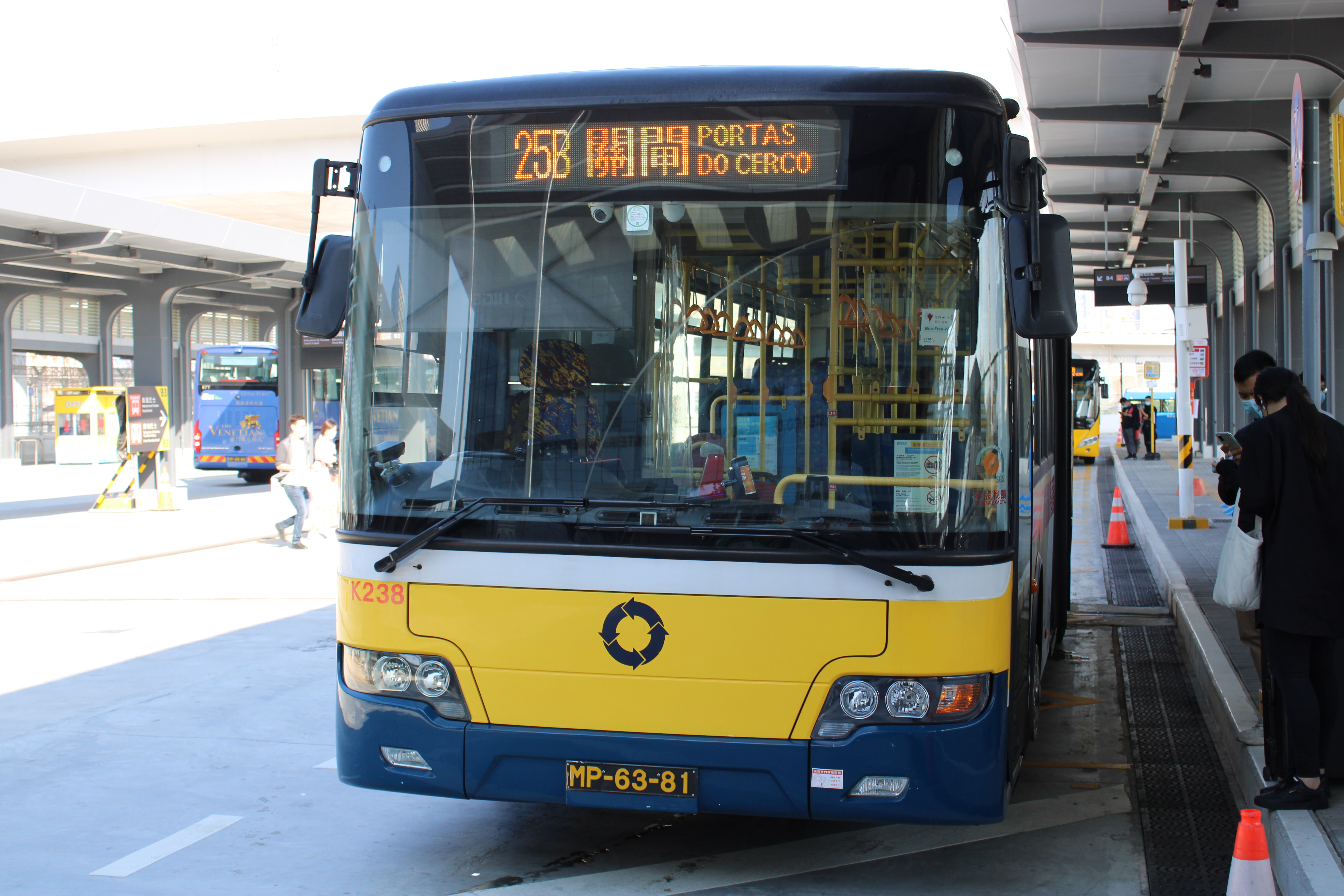
蘇州金龍KLQ6108GQ28
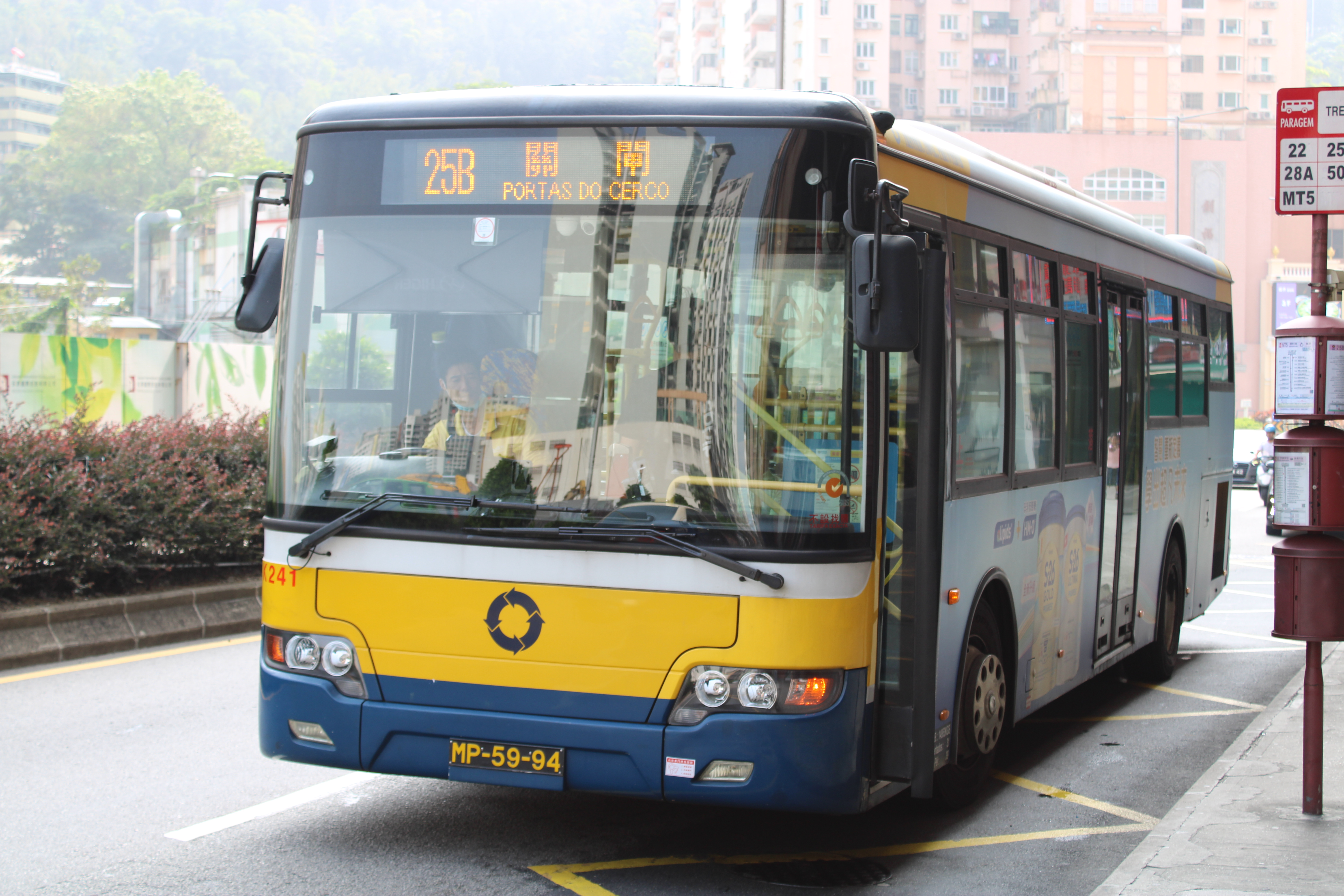
蘇州金龍KLQ6108GQ30
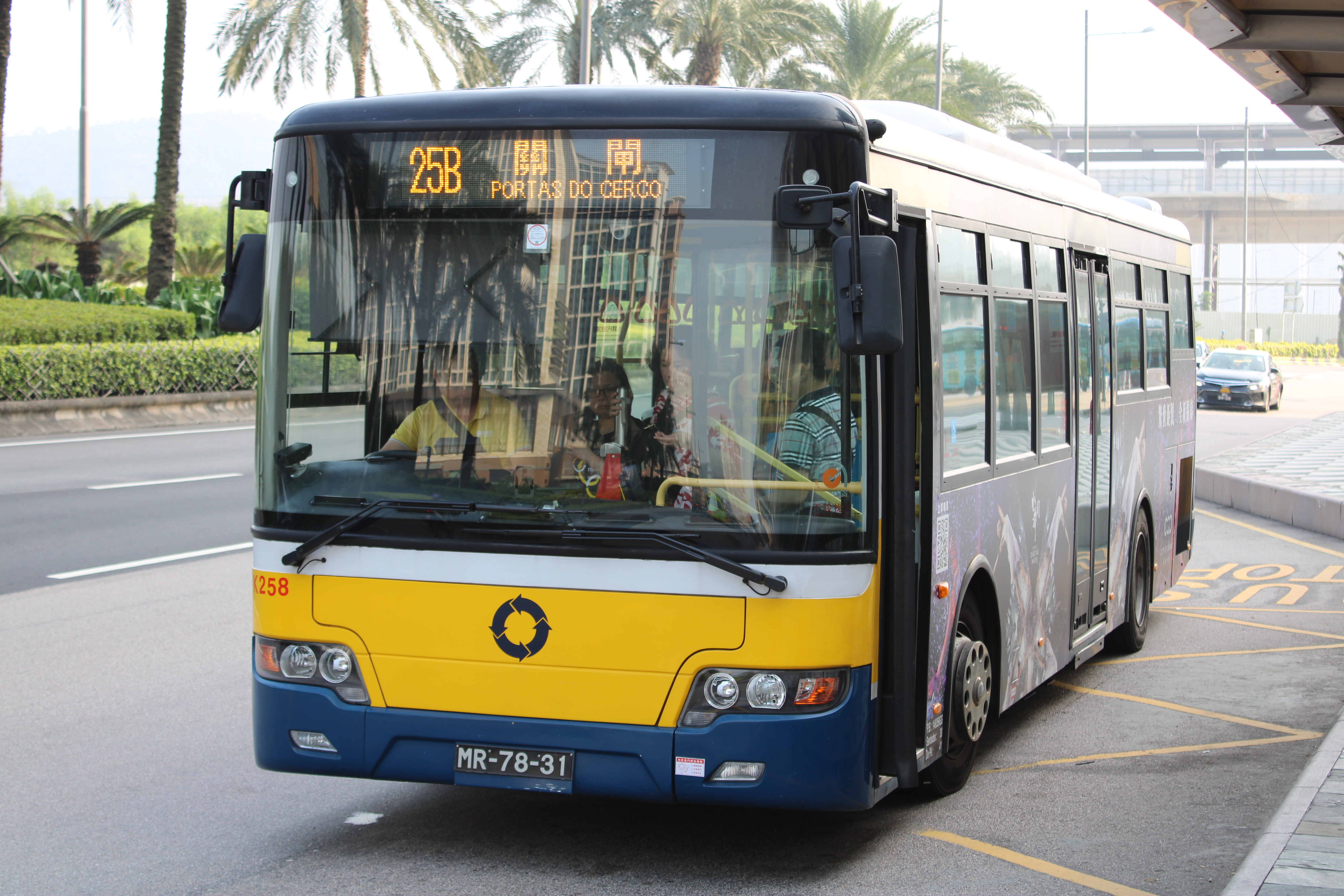
蘇州金龍KLQ6108GQ28E4
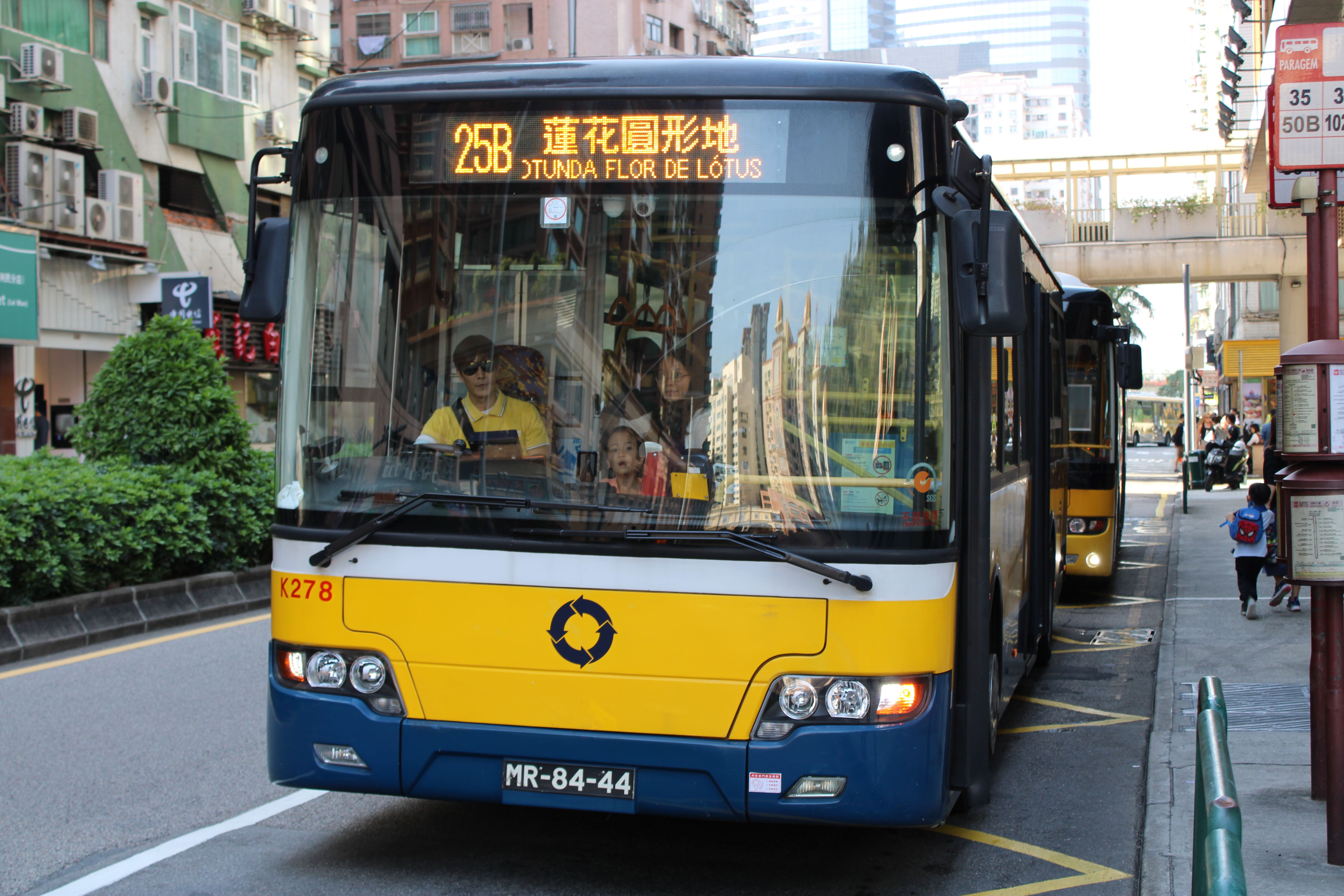
蘇州金龍KLQ6108GQ28E4
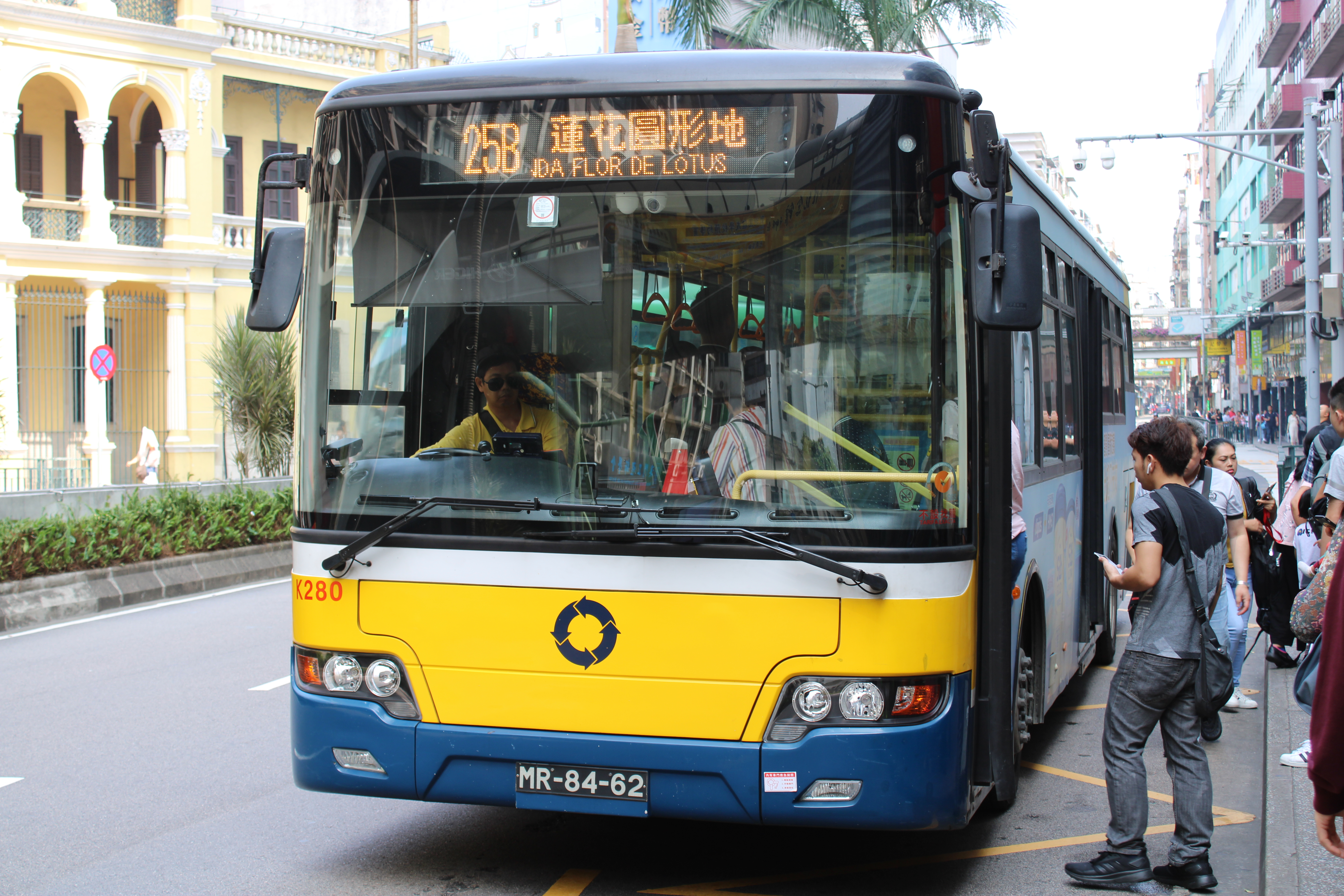
蘇州金龍KLQ6108GQ28E4
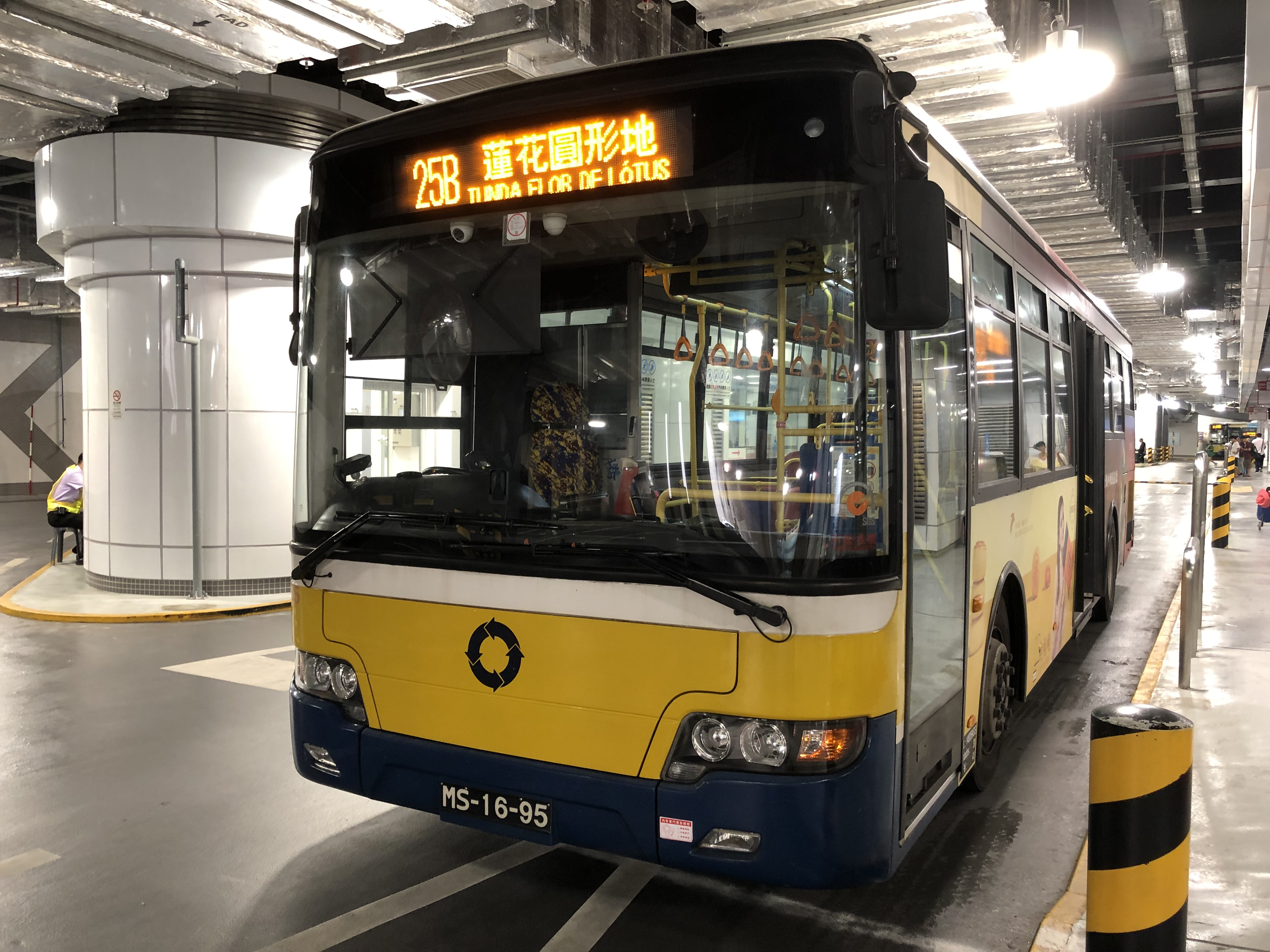
蘇州金龍KLQ6108GQ28E4
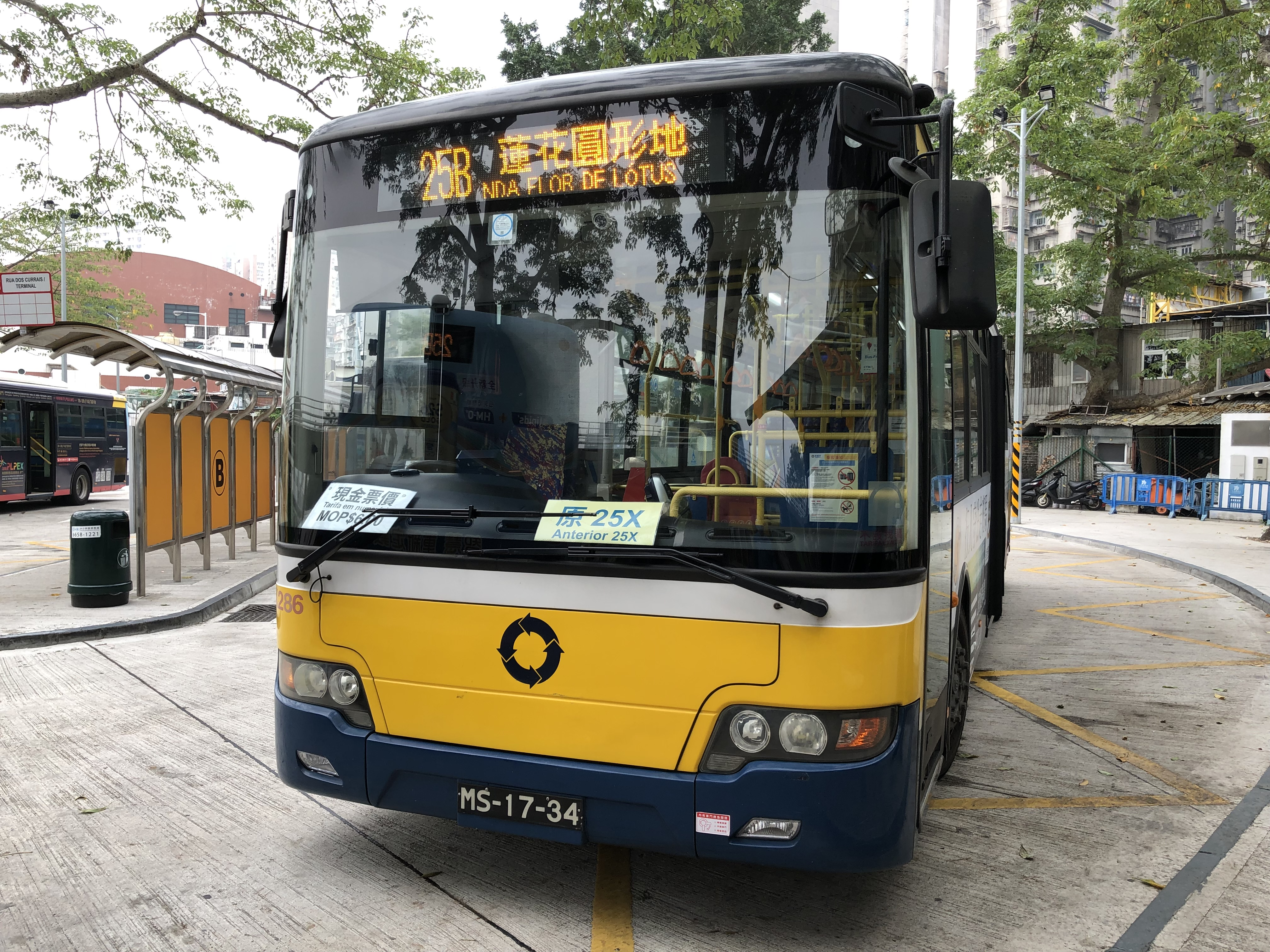
蘇州金龍KLQ6108GQ28E4
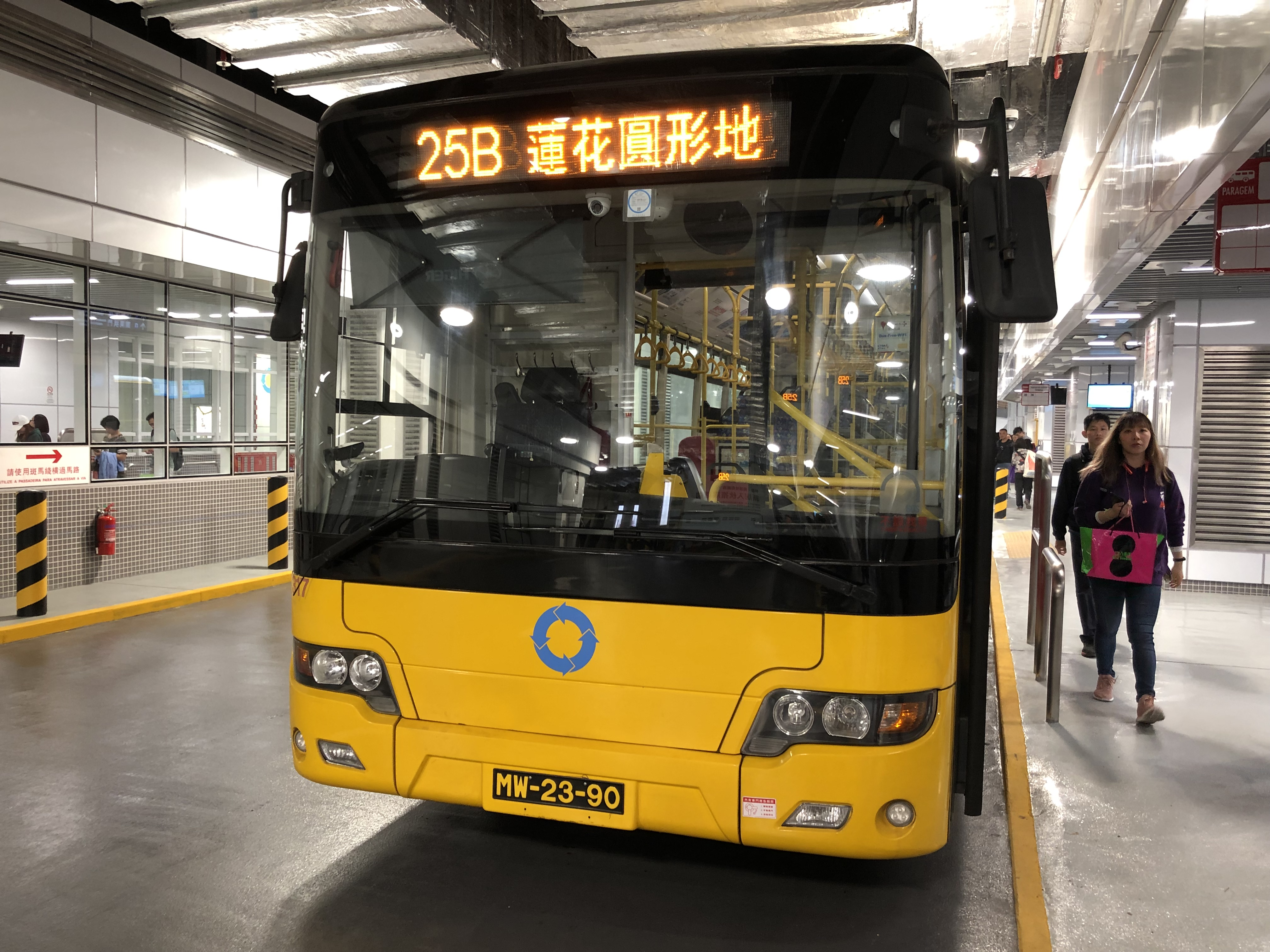
蘇州金龍KLQ6108GQ28E4
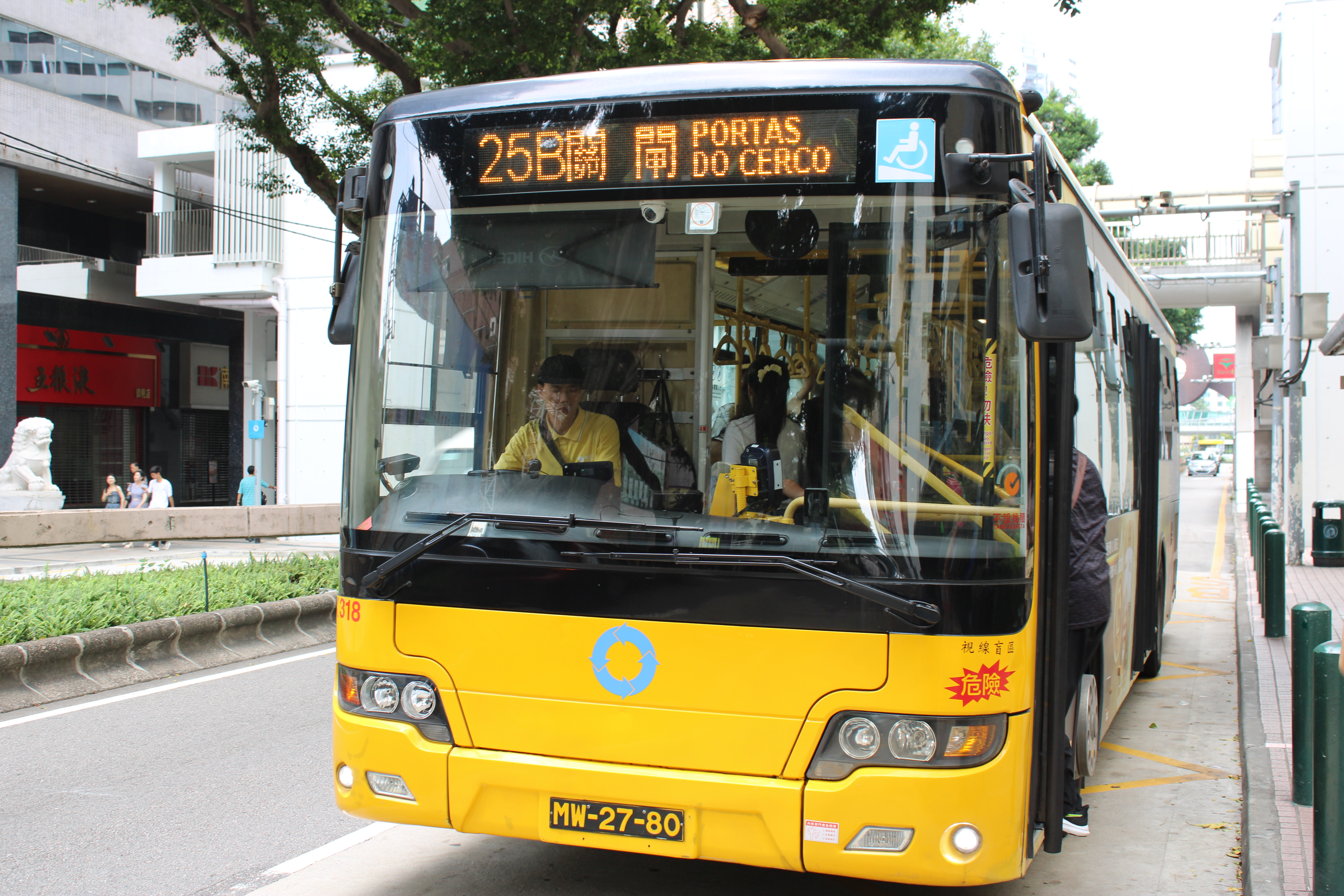
蘇州金龍KLQ6108GQ28E4
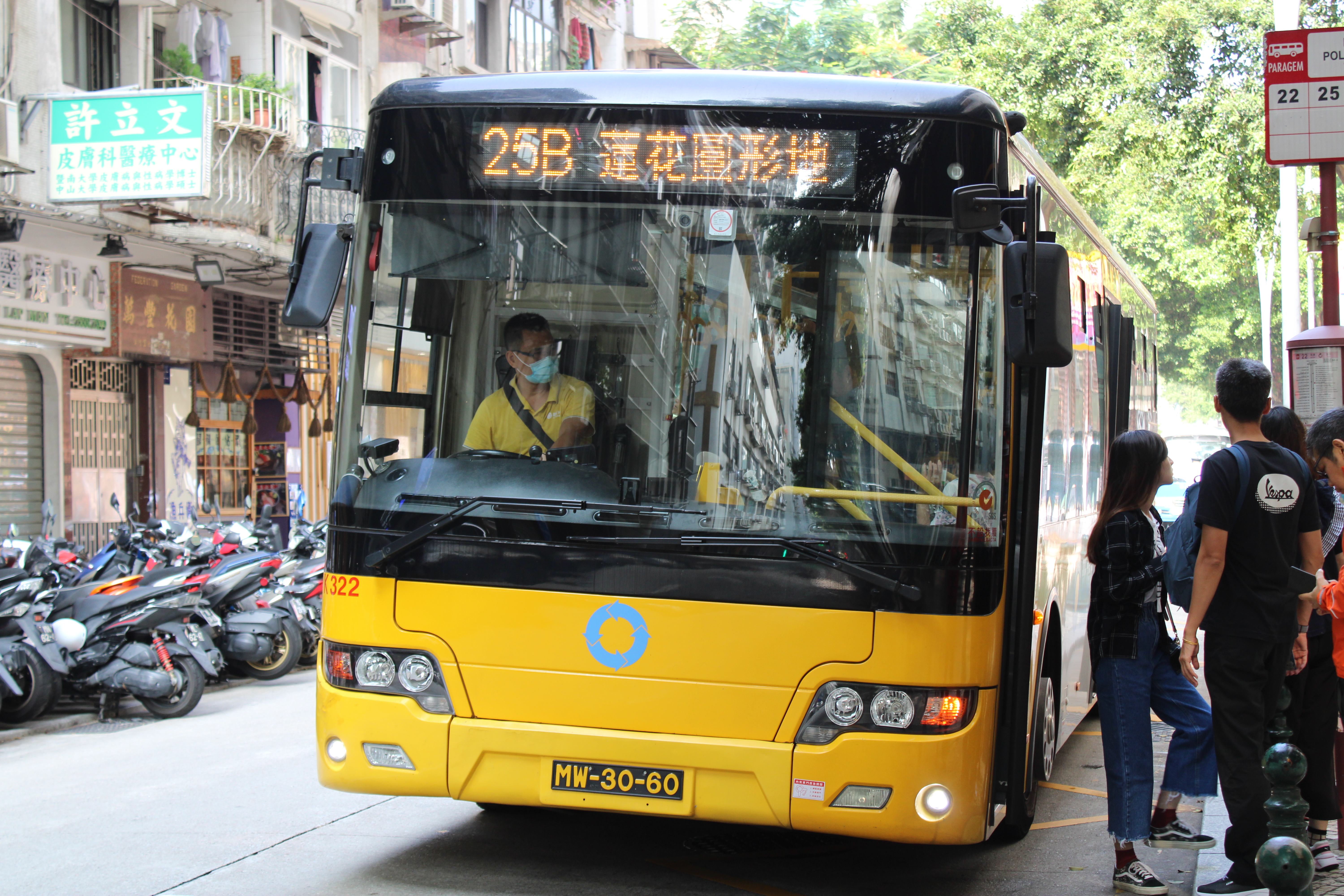
蘇州金龍KLQ6108GQ28E4
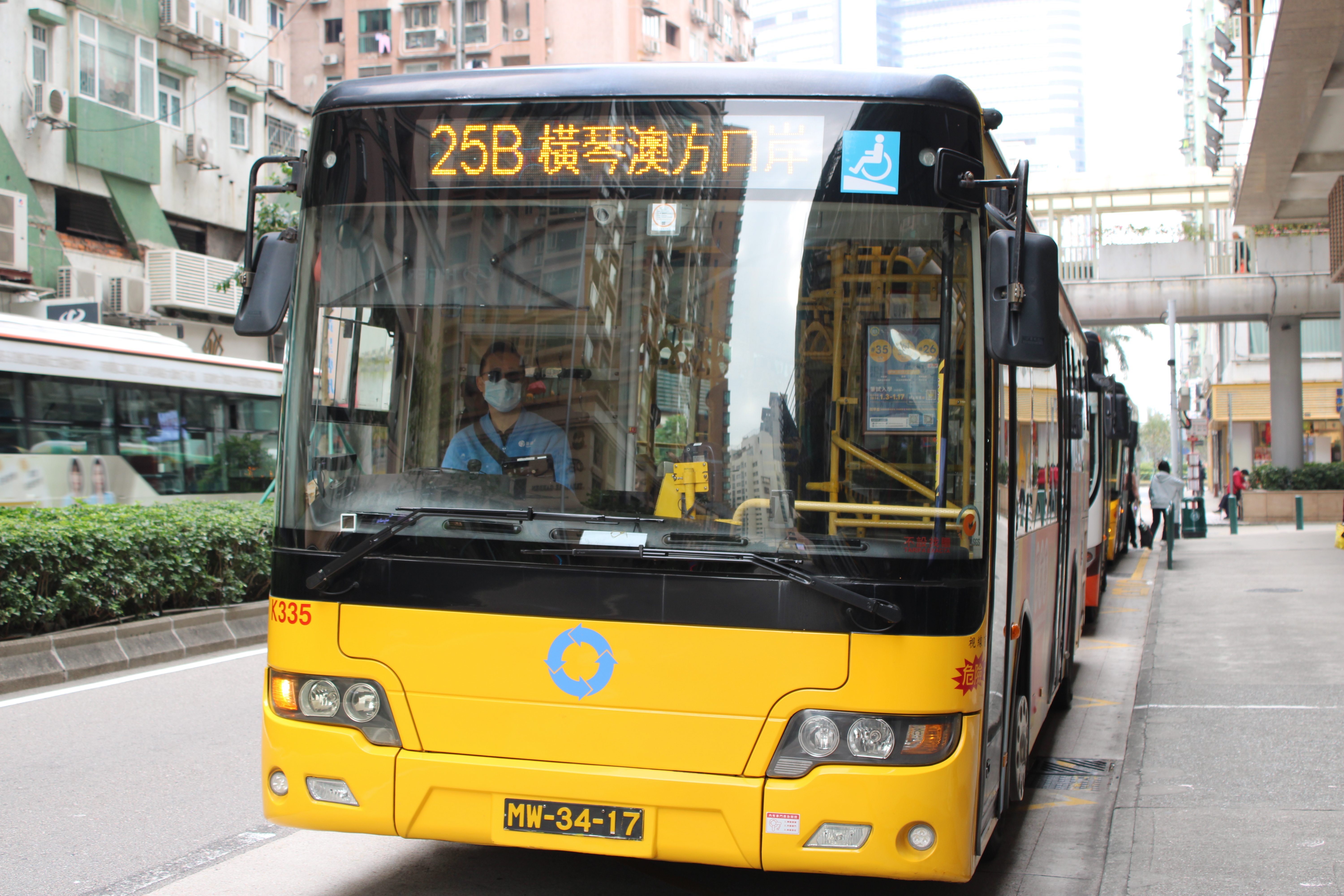
蘇州金龍KLQ6108GQ28E4
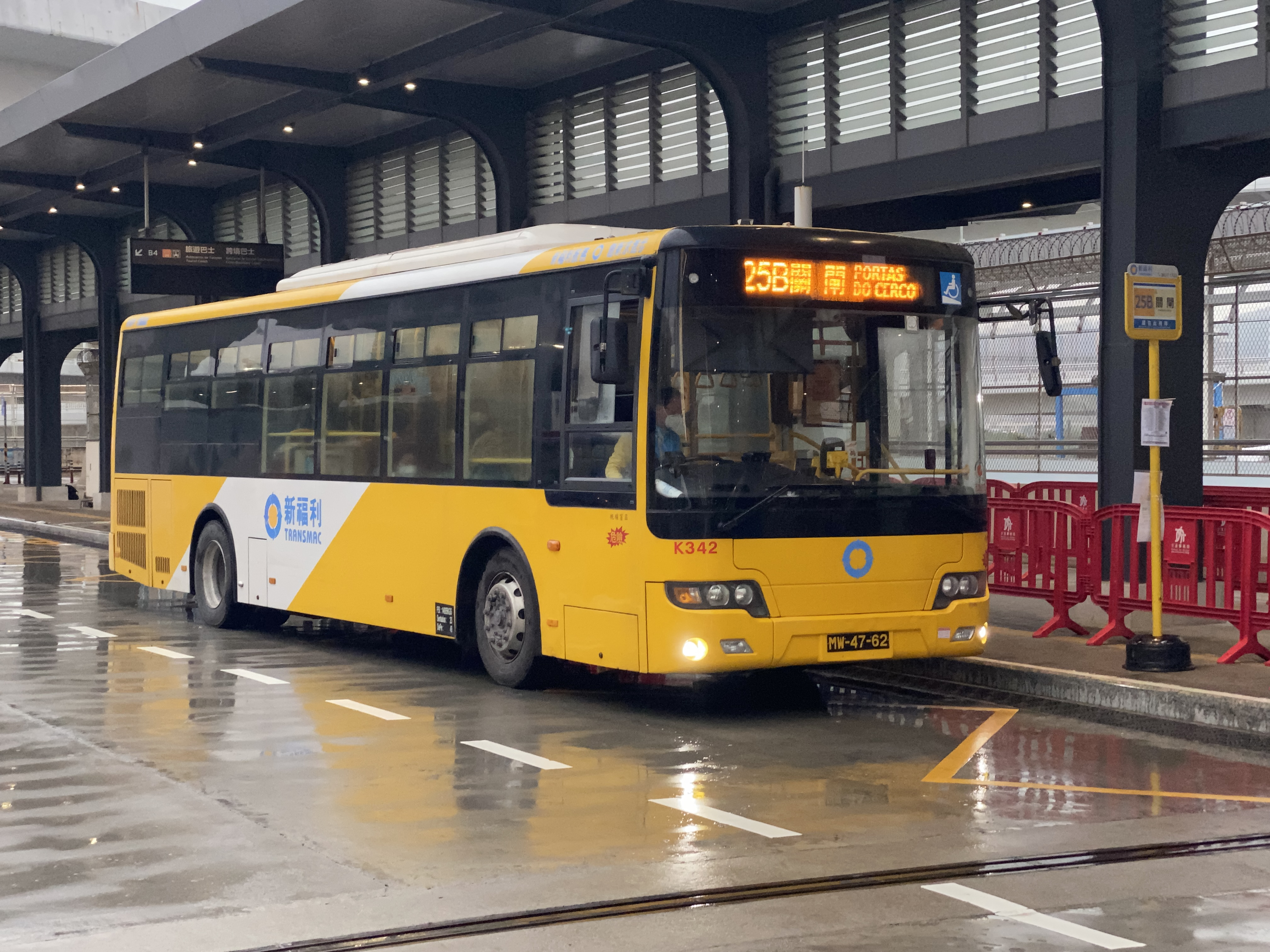
蘇州金龍KLQ6108GQE5
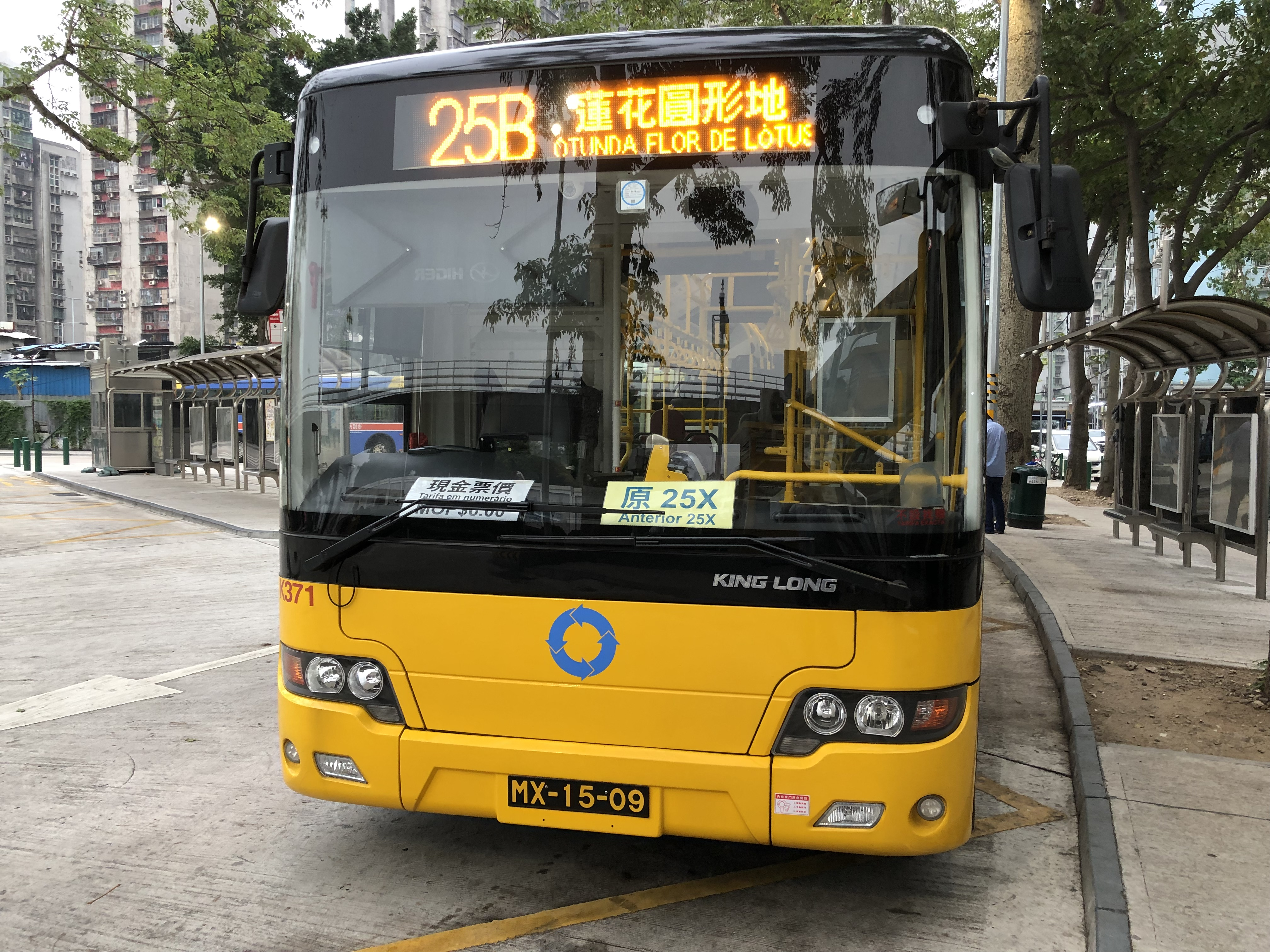
蘇州金龍KLQ6108GQE5
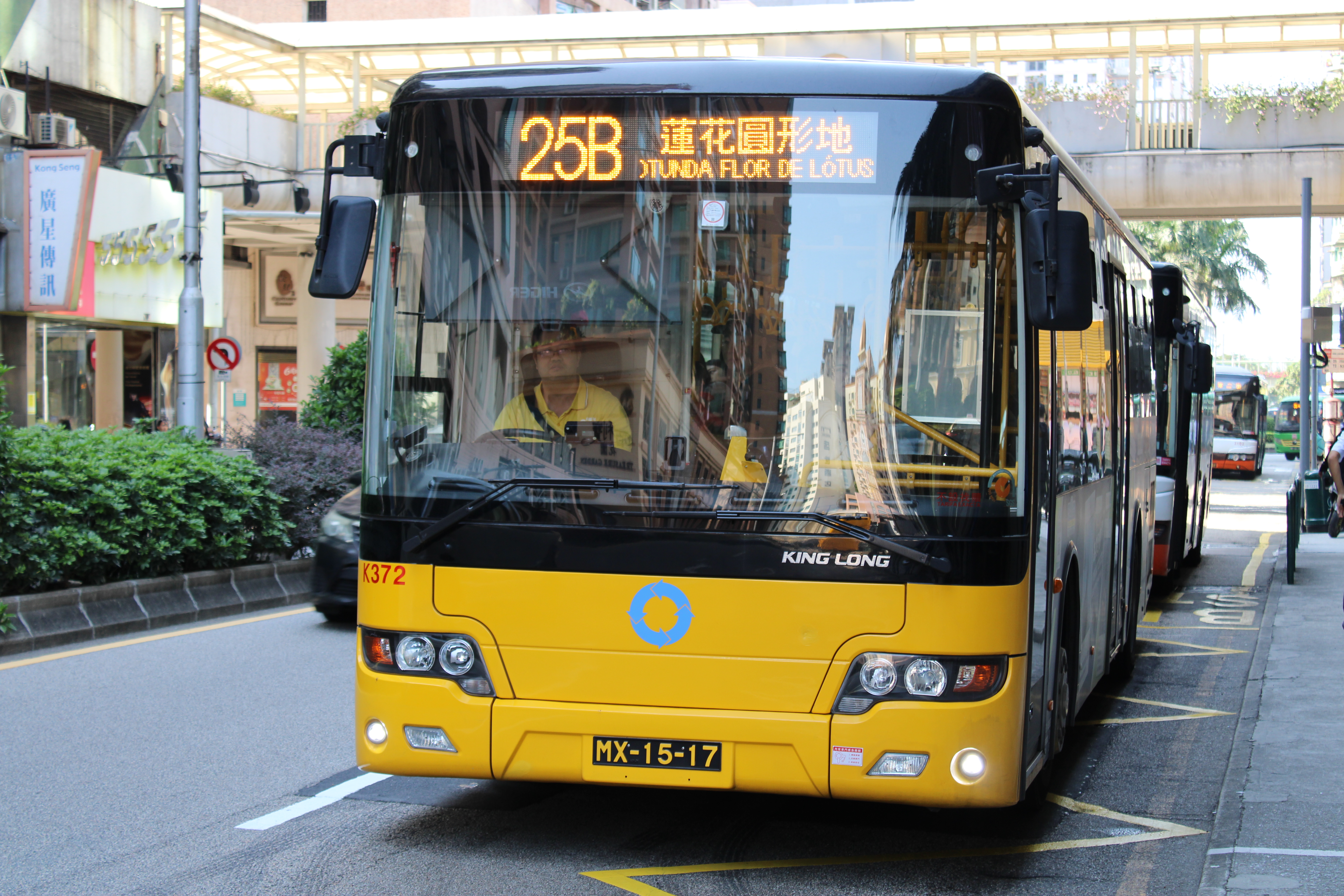
蘇州金龍KLQ6108GQE5
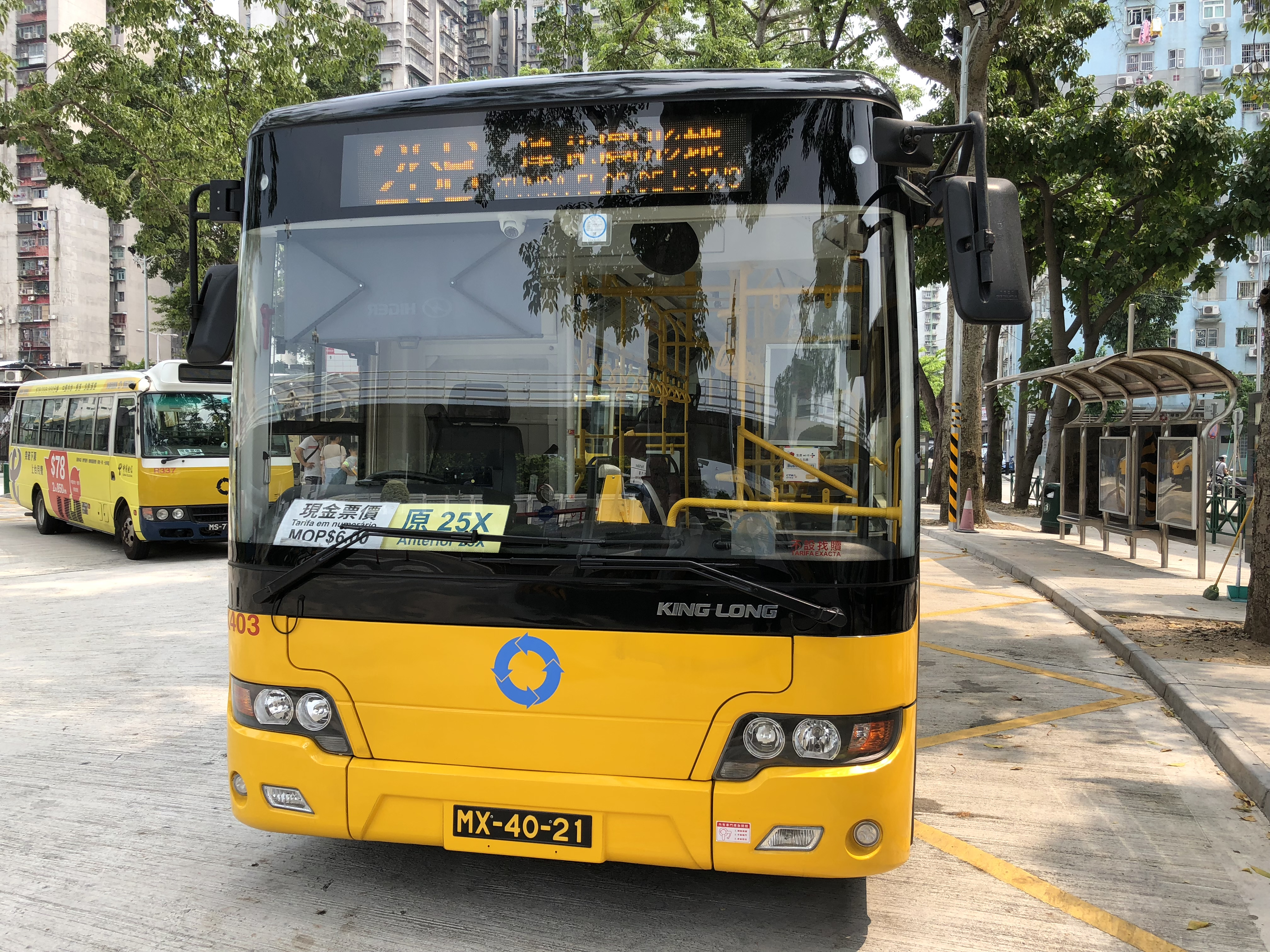
蘇州金龍KLQ6108GQE5
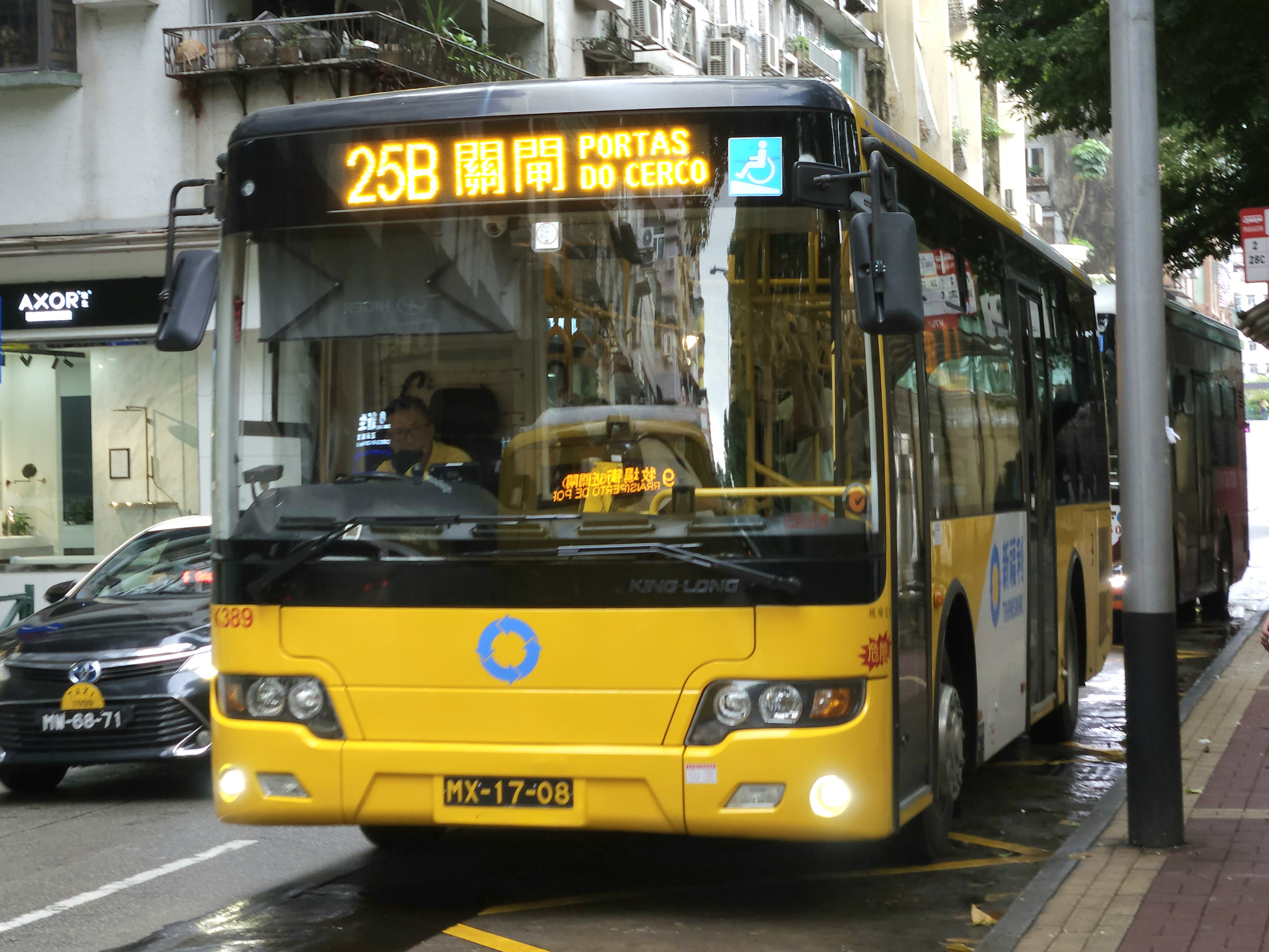
蘇州金龍KLQ6960GQE5
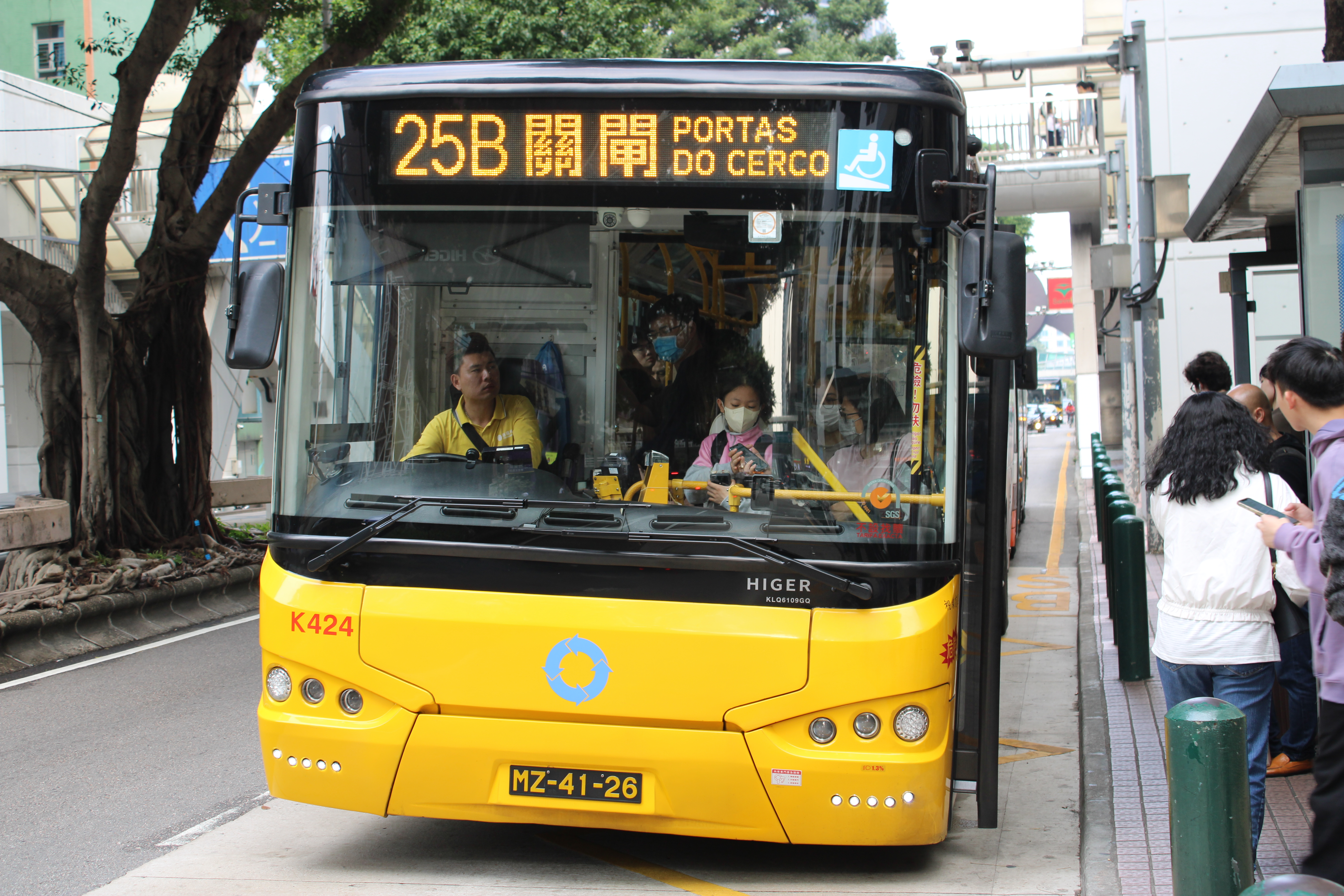
蘇州金龍KLQ6109GQ
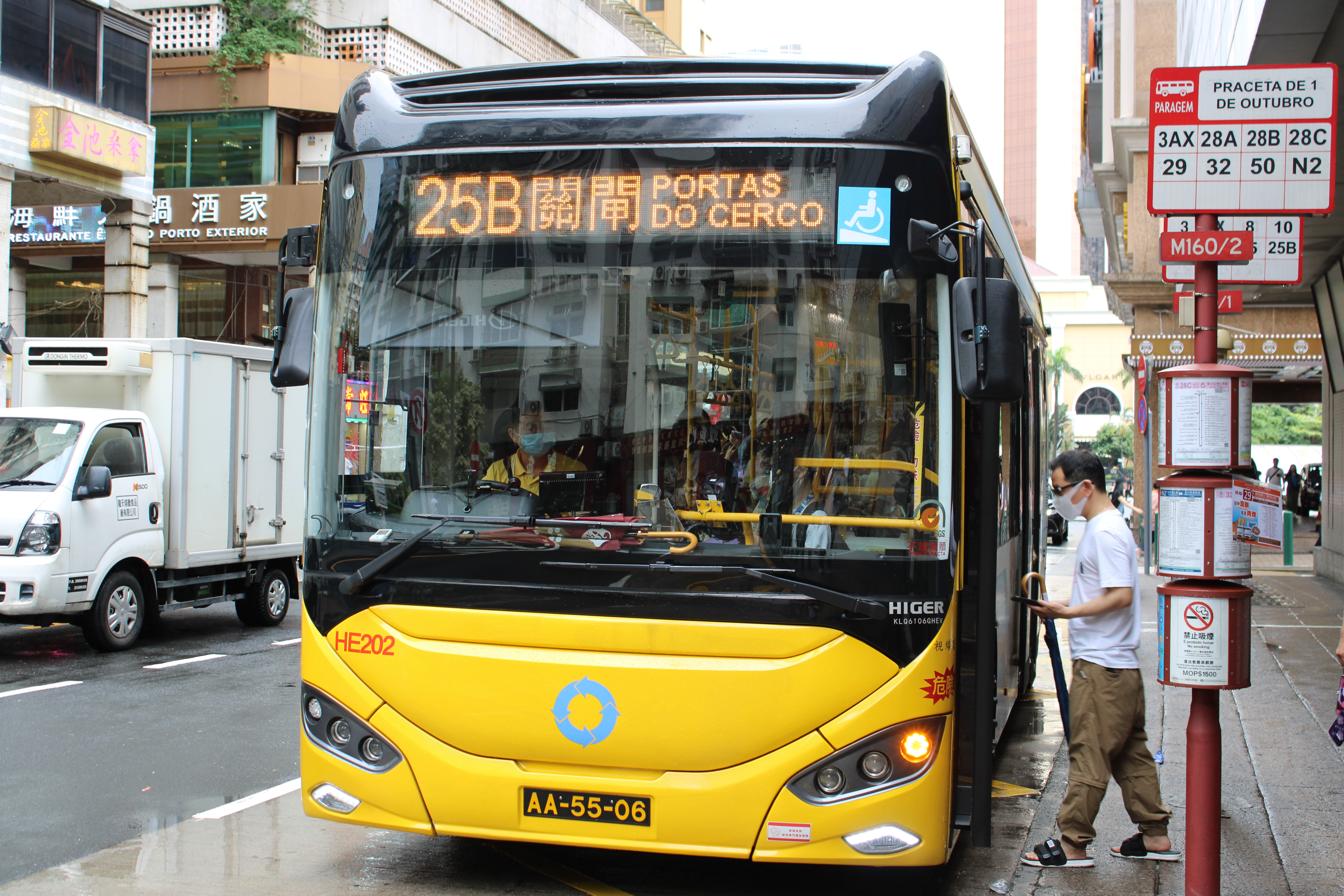
蘇州金龍KLQ6106GHEV
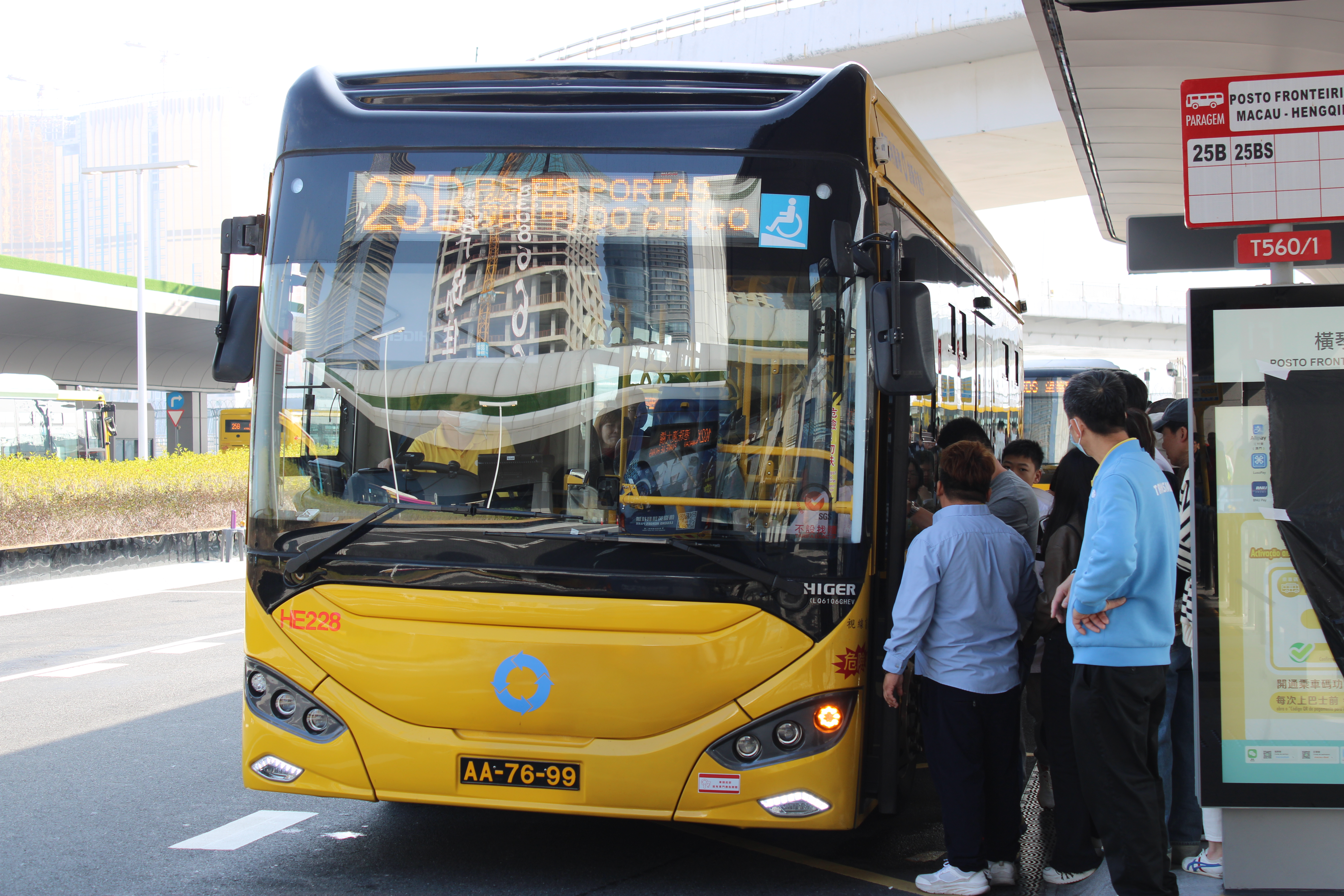
蘇州金龍KLQ6106GHEV
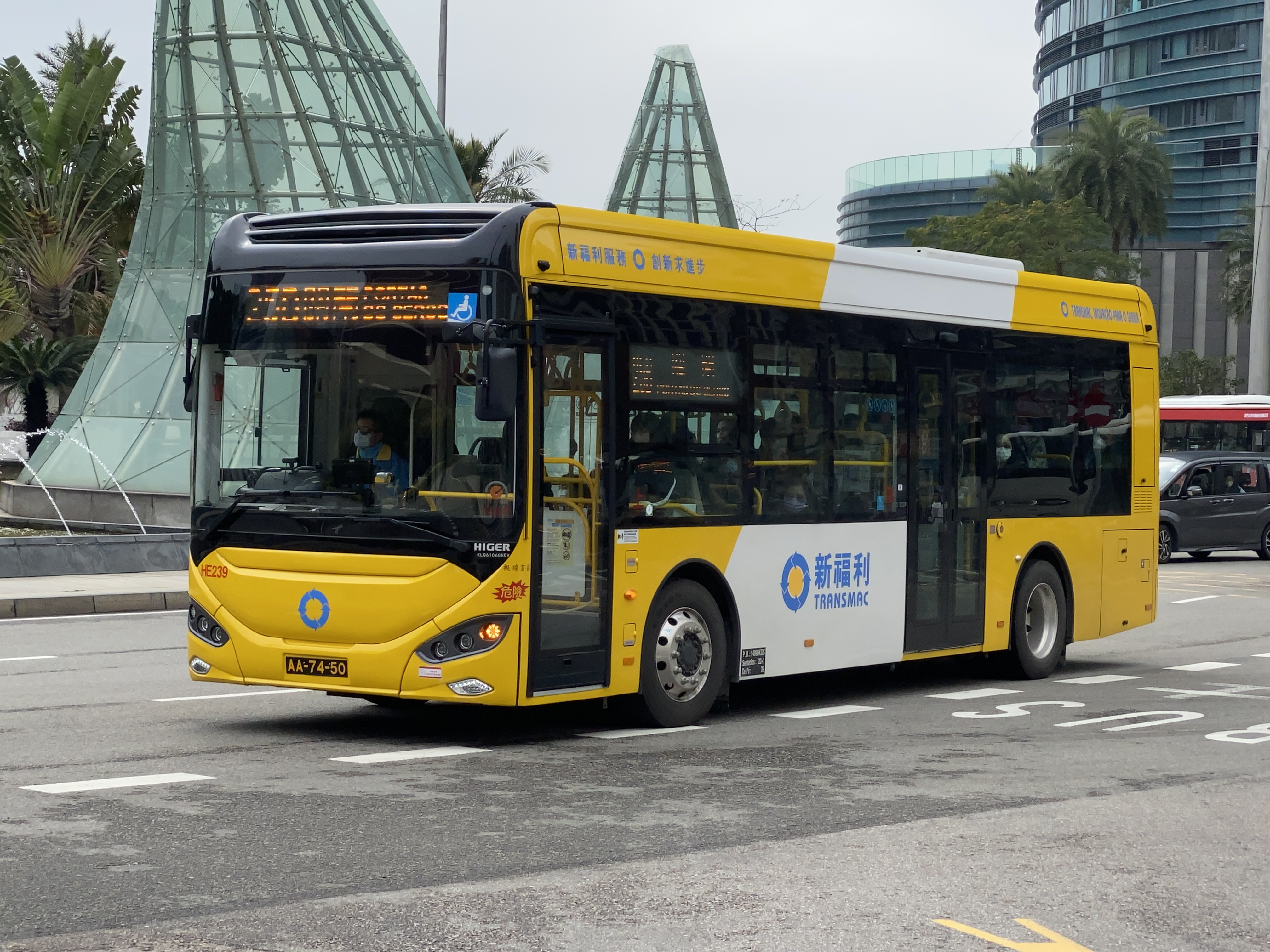
蘇州金龍KLQ6106GHEV
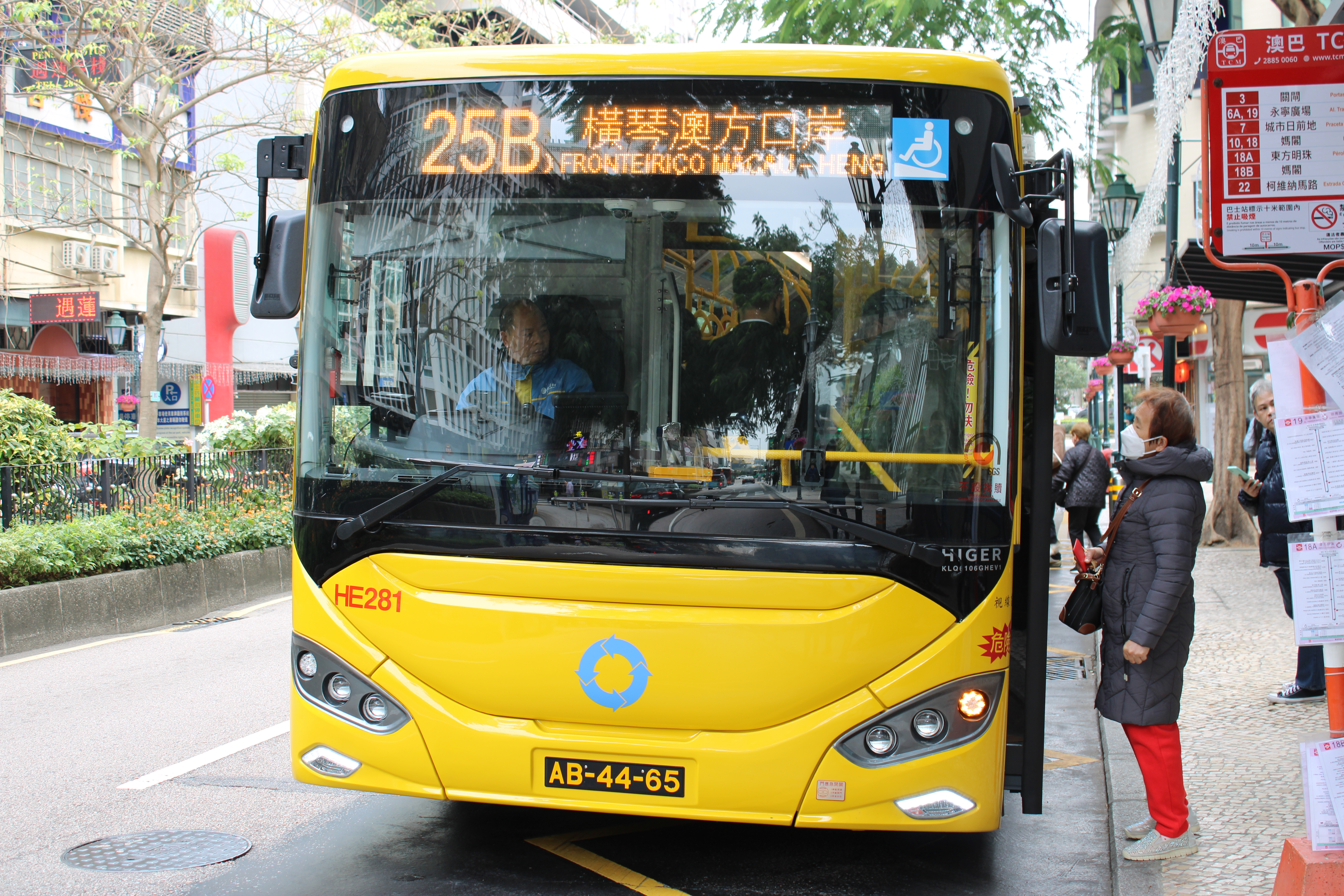
蘇州金龍KLQ6106GHEV1
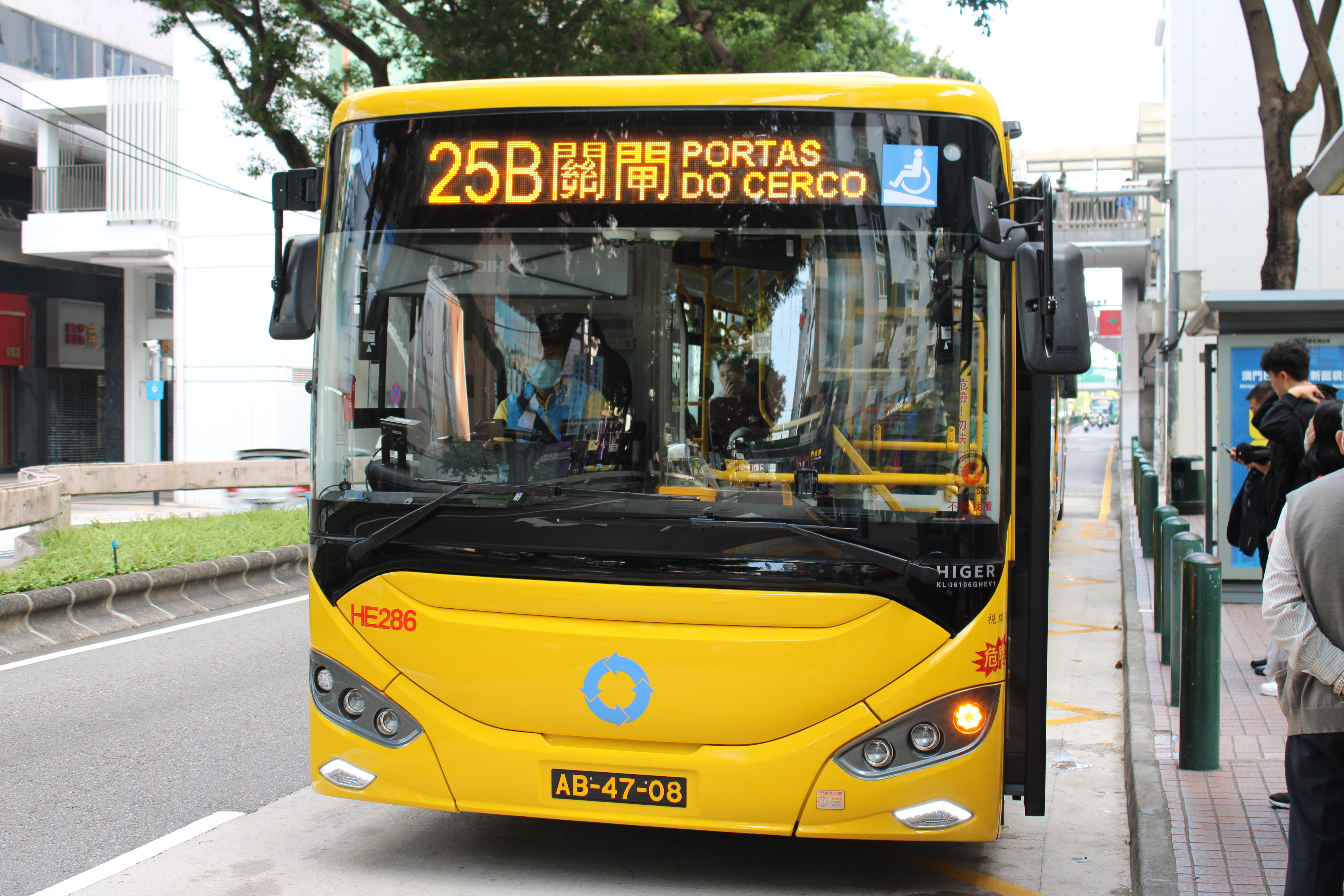
蘇州金龍KLQ6106GHEV1
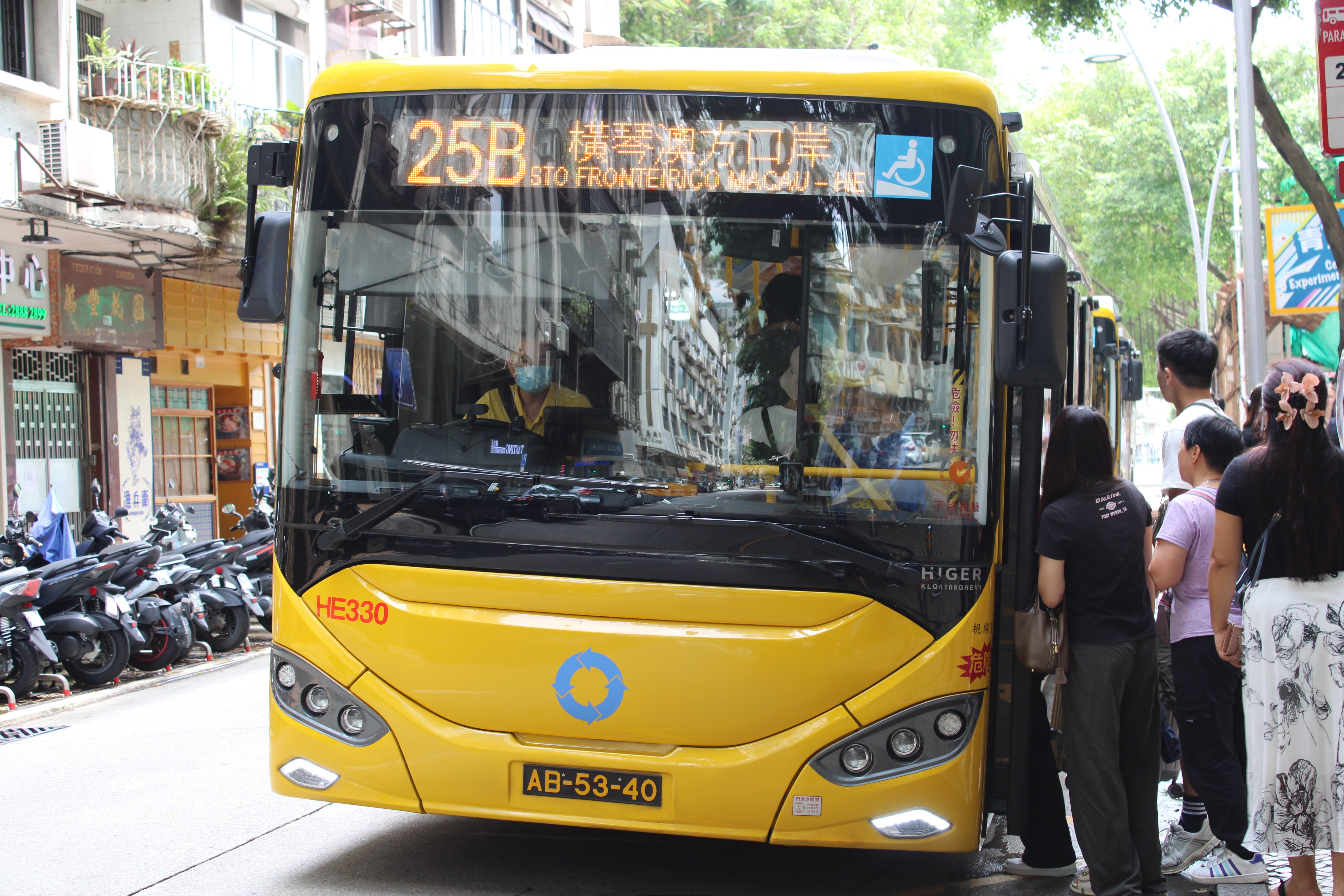
蘇州金龍KLQ6106GHEV1
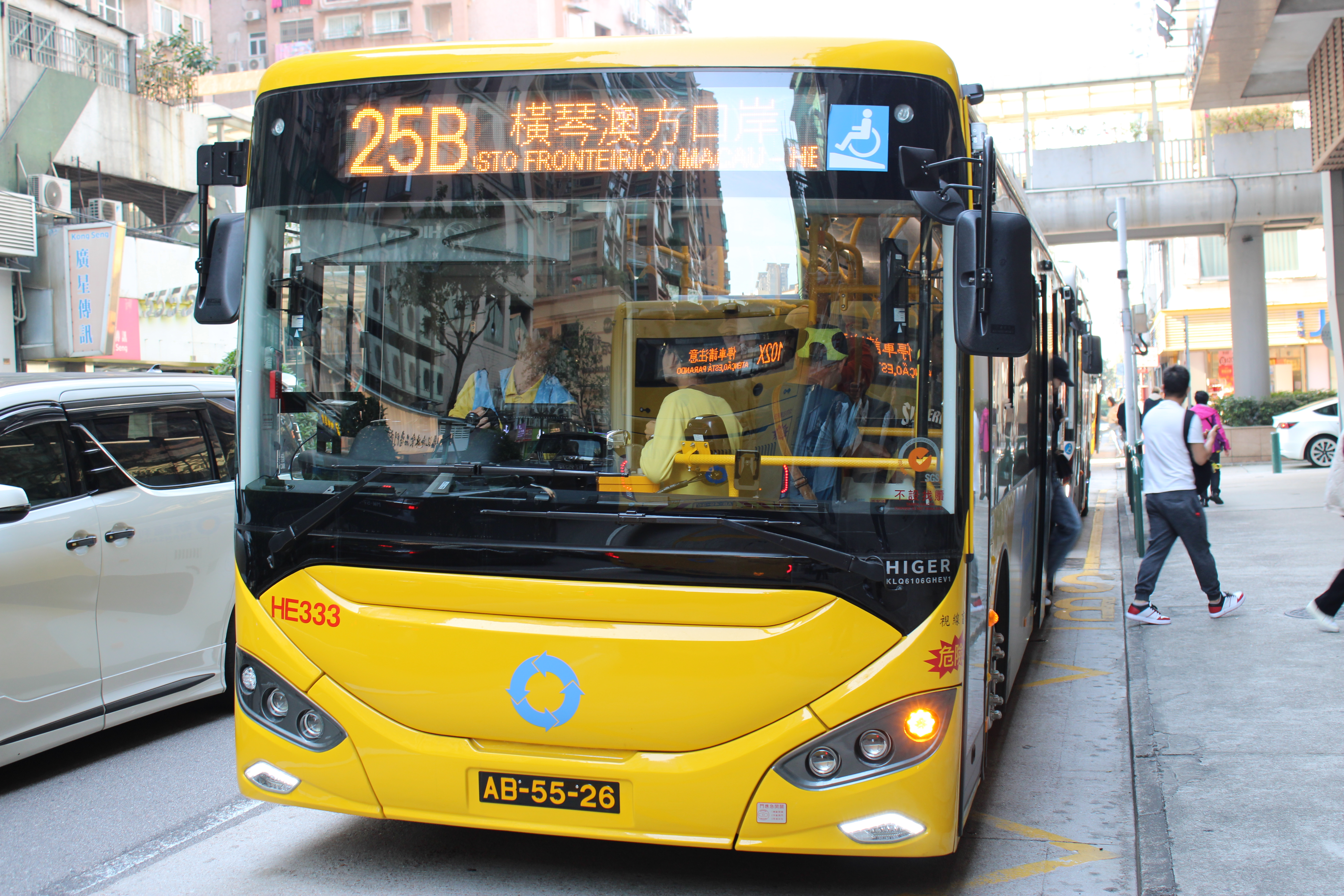
蘇州金龍KLQ6106GHEV1
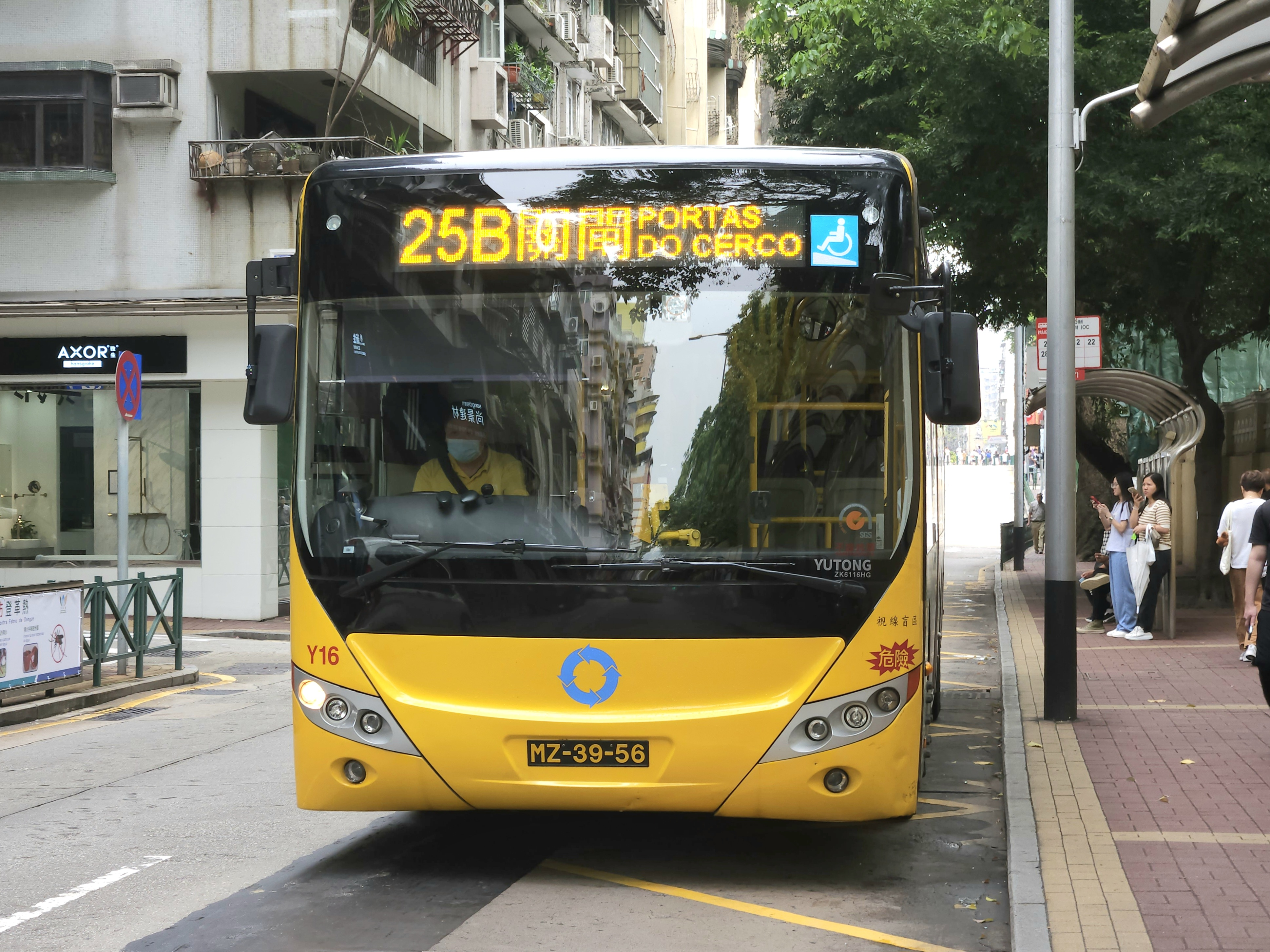
宇通ZK6116HG

## 外部連結
- 澳門新福利公共汽車有限公司（官方網站） （页面存档备份，存于）